# 國立卡波迪蒙特博物館
國立卡波迪蒙特博物館（義大利語：Museo nazionale di Capodimonte），是一個設置在拿坡里卡波迪蒙特王宮的藝術博物館，該博物館存放了大量珍貴畫作、裝飾藝術及古代雕塑，是義大利收藏最多的博物館之一。

## 歷史

### 建造
宮殿的建造始於1738年，時任兩西西里國王，年輕的卡洛七世（即後來的西班牙國王卡洛斯三世）想要在卡波迪蒙特山丘上建造一座狩獵小屋，但隨後決定建造一座大型王宮，因為波蒂奇宮太小無法容納他的宮廷，更多的原因是他需要一個巨大的空間來安置他從母親埃麗莎貝塔·法爾內塞—統治帕爾瑪公國的法爾內塞家族最後的繼承人那繼承而來的大量家族收藏。
卡洛七世任命安傑洛·卡拉薩萊、安東尼奧·卡內瓦里及喬凡尼·安東尼奧·梅德拉諾負責建造工作，宮殿的第一部份於1742年完工，之後工程由斐迪南多·富加及安東尼奧·尼科里尼陸續接手，即使宮殿尚未完工，但還是於1757年開放，開放後有許多文人雅士前去參觀，包括約翰·約阿希姆·溫克爾曼、約翰·沃夫岡·馮·歌德、讓-奧諾雷·弗拉戈納爾及薩德侯爵等人，在風景畫家雅可波·菲利浦·哈克特的建議下，於1787年在宮殿內增加了畫作修復室。由於宮殿使用的火山石難以運送，整個建築直到1838年才真正完工，在動工的整整一個世紀後。

### 館藏
博物館中的收藏最早可追溯至法爾內塞家族的保祿三世，他在成為教宗之前就已是個著名的藝術收藏家，在他封他的兒子皮埃爾·路易吉·法爾內塞為帕爾瑪公爵後，家族收藏進一步擴大，而他的孫子亞歷山德羅·法爾內塞樞機是個著名的藝術贊助家，他也持續豐富當時已名聲在外的收藏，此時的法爾內塞家族收藏數量已非常龐大，包括許多名家如提齊安諾、拉斐爾、科雷吉歐、喬瓦尼·貝利尼等人的畫作，在拉努喬一世·法爾內塞在位時期因沒收了一批叛亂貴族的藏品，獲得了老彼得·勃魯蓋爾、塞巴斯蒂亞諾·德爾·皮翁博、安德烈亞·德爾·薩爾托、朱利奧·羅馬諾等人的傑作。
法爾內塞家族絕嗣後波旁家族繼承了這些遺產，在費迪南多一世在位時期博物館的收藏遭遇了巨變，因拿破崙於18世紀末佔領了拿坡里，費迪南多一世倉皇地將部分館藏隨著他一起流亡至巴勒摩，拿破崙更將部分藏品運回巴黎，剩餘的館藏也於1806年被搬出宮殿並被安置在現今的拿坡里國立考古博物館，儘管歷經周折，在波旁王朝復辟後大部分館藏都被尋回，且由義大利各地陸續運送藝術品至此，其中聖瑪蒂諾修道院提供了超過350幅的畫作，大部分堪稱精品，之後博物館也持續收購許多畫作，其中較著名的為收購了斯特法諾·波吉亞樞機的大量收藏及阿方索四世·德·阿瓦洛斯侯爵（Alfonso IV d'Avalos，1796－1862）的遺贈。
隨著波旁家族的衰亡，博物館於1860年被移交給薩伏依家族，他們治下的20年代初期博物館又遭受一系列的浩劫，當時的行政部門將整個義大利的博物館進行整理，將許多館藏用以裝飾各政府部門，這些行為持續數十年，直到20世紀末才開始將這些流離各處的藏品給運回博物館，不過幸運的是在二戰時期由於受到良好的保護，博物館逃過了納粹的侵占，為現在收藏的樣貌打下基礎，二戰過後博物館於1957年正式對公眾開放。

## 主要館藏列表

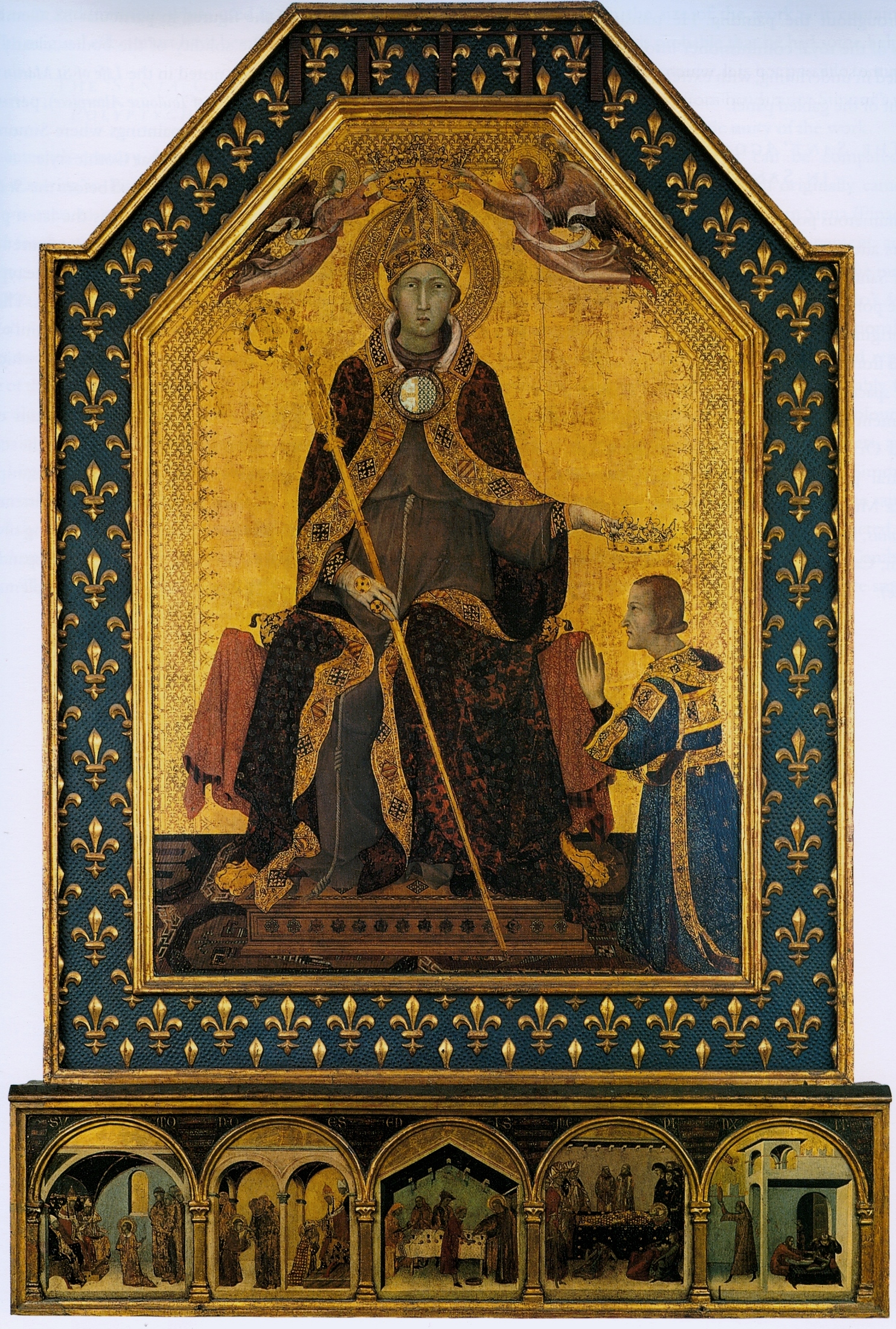
西蒙內·馬爾蒂尼的《多羅薩的聖盧多維科加冕他的弟弟安茹的羅貝爾托（義大利語：San Ludovico di Tolosa che incorona il fratello Roberto d'Angiò）》，中央畫板200 × 138cm，下部繪畫56 × 158cm，約作於1317年，來自拿坡里聖羅倫佐大教堂
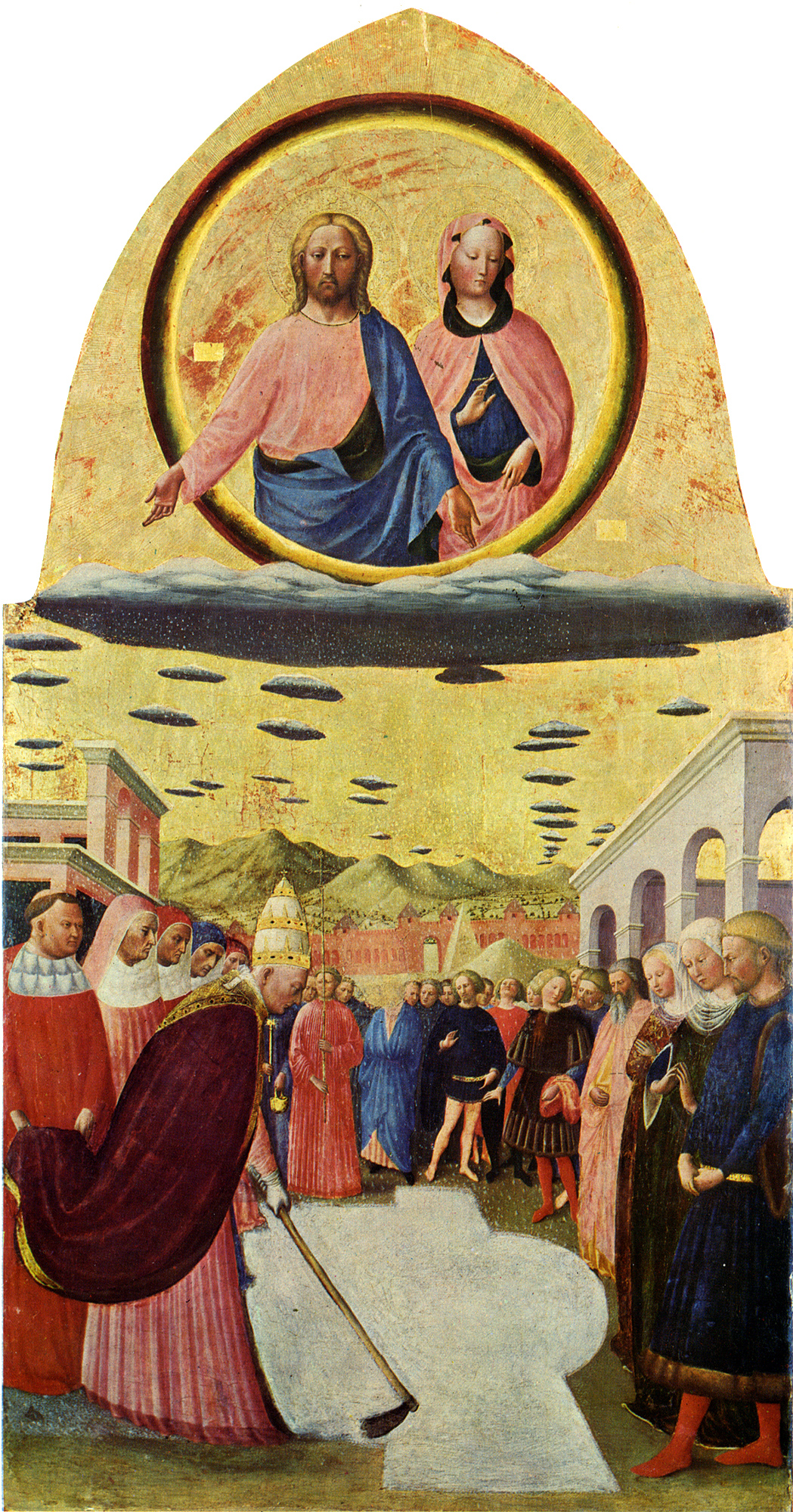
馬索利諾·達·帕尼卡萊（英语：Masolino da Panicale）的《羅馬聖母大教堂奠基（義大利語：Fondazione di Santa Maria Maggiore）》，144 × 76cm，約作於1428年，來自法爾內塞家族的藏品
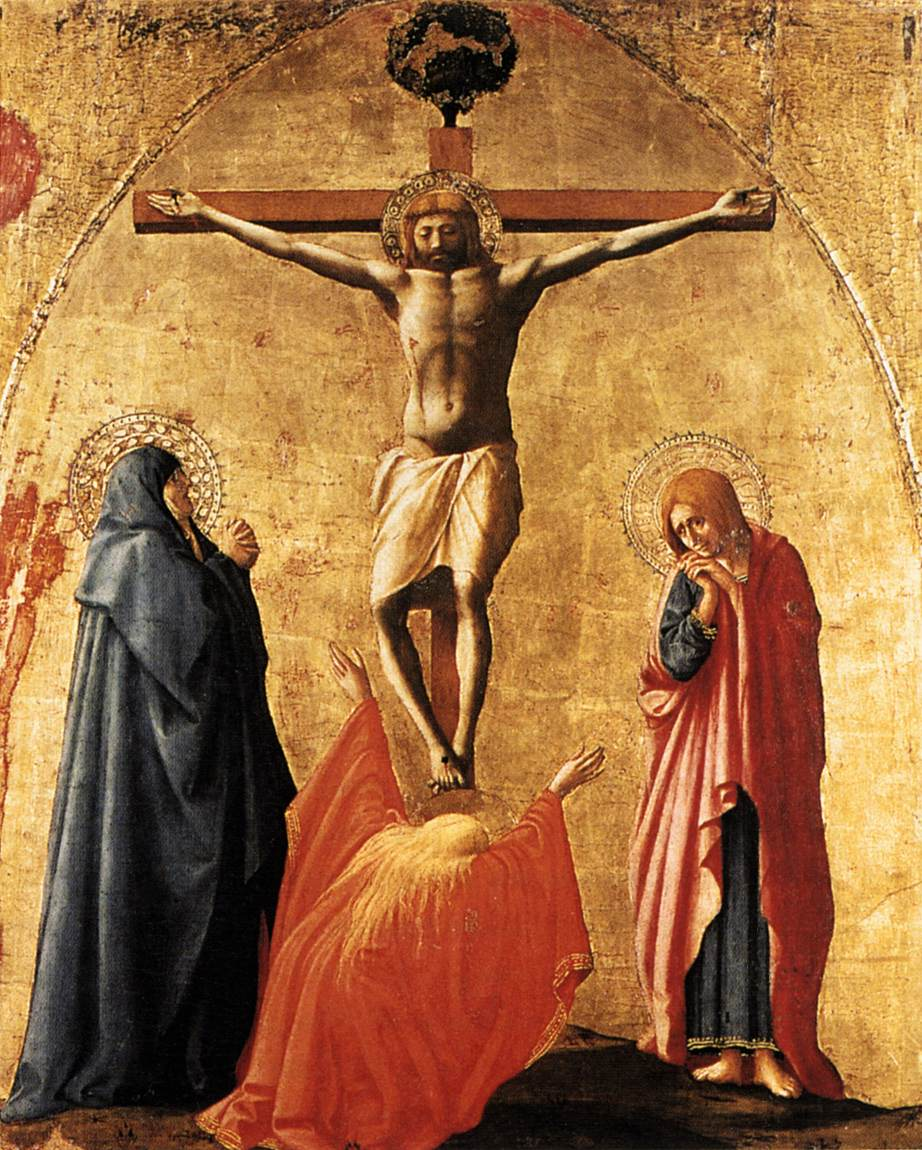
馬薩喬的《耶穌受難（英语：Crucifixion (Masaccio)）》，83 × 63.5cm，約作於1426年，1901年購入
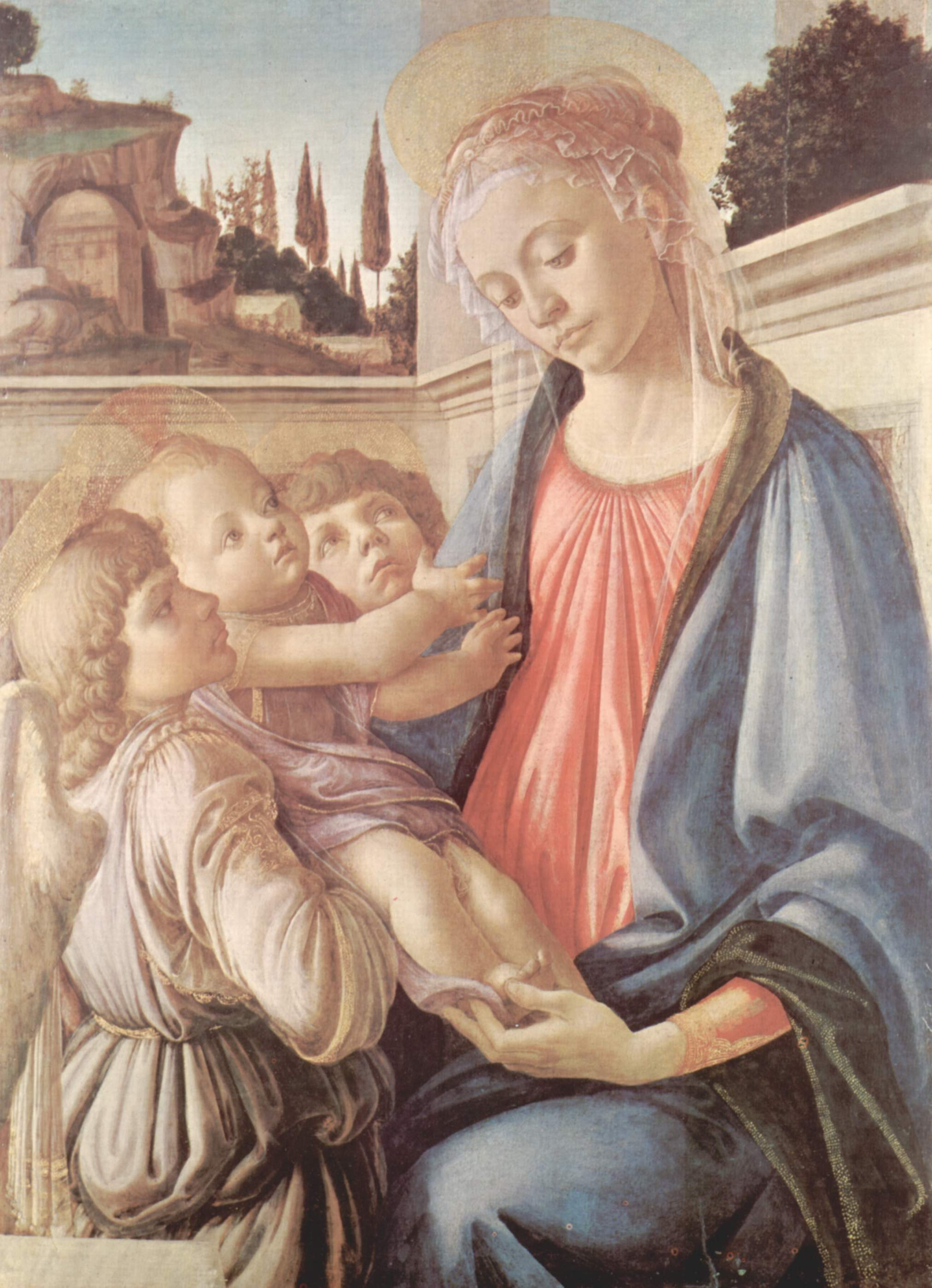
波提切利的《抱子聖母與天使（英语：Virgin and Child with Two Angels (Botticelli, Naples)）》，100 × 71cm，約作於1465－1469年，來自法爾內塞家族的藏品
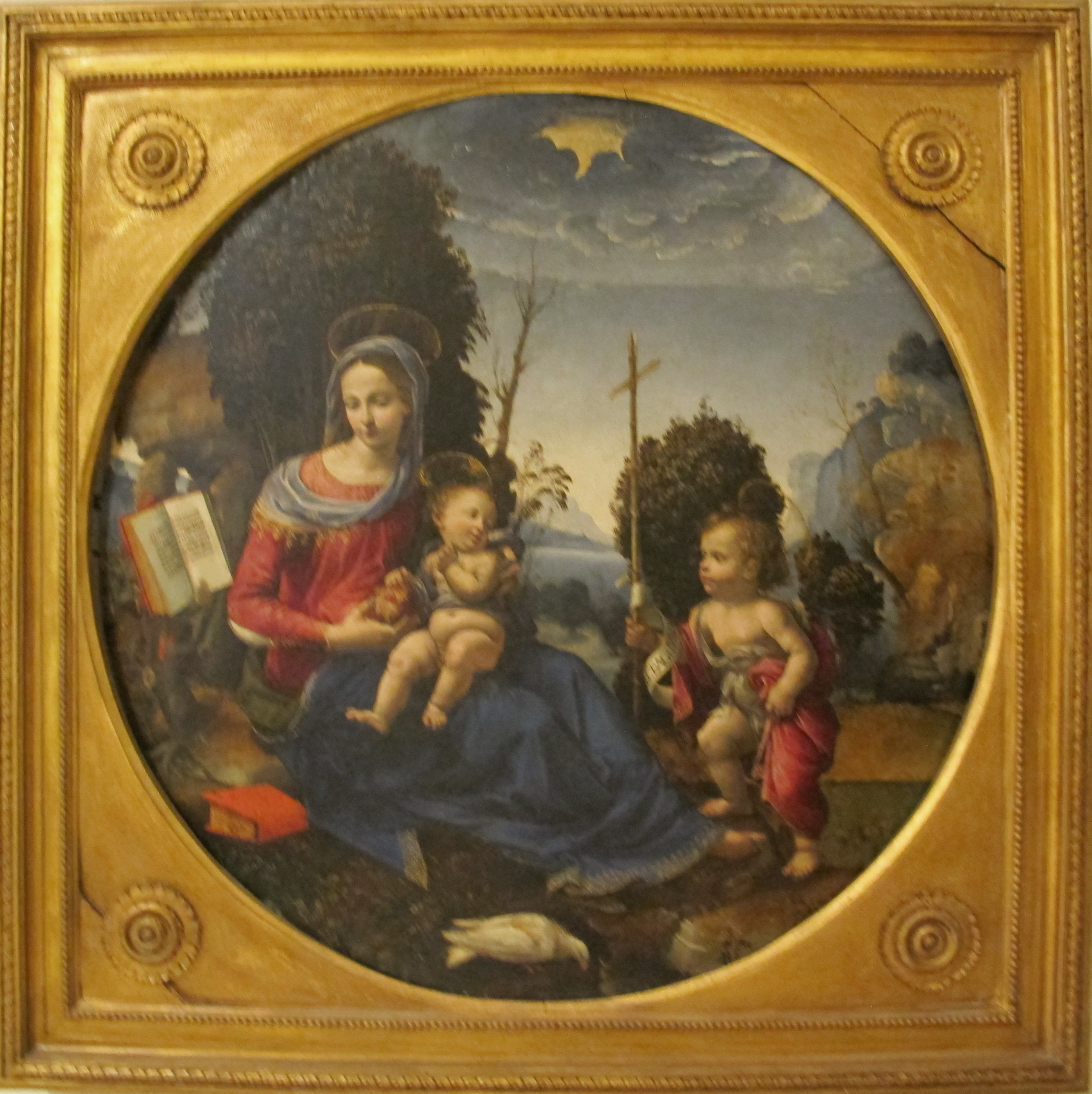
拉法埃利諾·德爾·加爾波（英语：Raffaellino del Garbo）的《抱子聖母與聖約翰施洗者》（Madonna col Bambino e san Giovannino），直徑85.5cm，約作於1504－1505年，1834年購入
安德烈亞·曼特尼亞的《聖尤菲尼亞（義大利語：Sant'Eufemia (Mantegna)）》，174 × 79cm，約作於1454年，來自波吉亞樞機藏品[12]
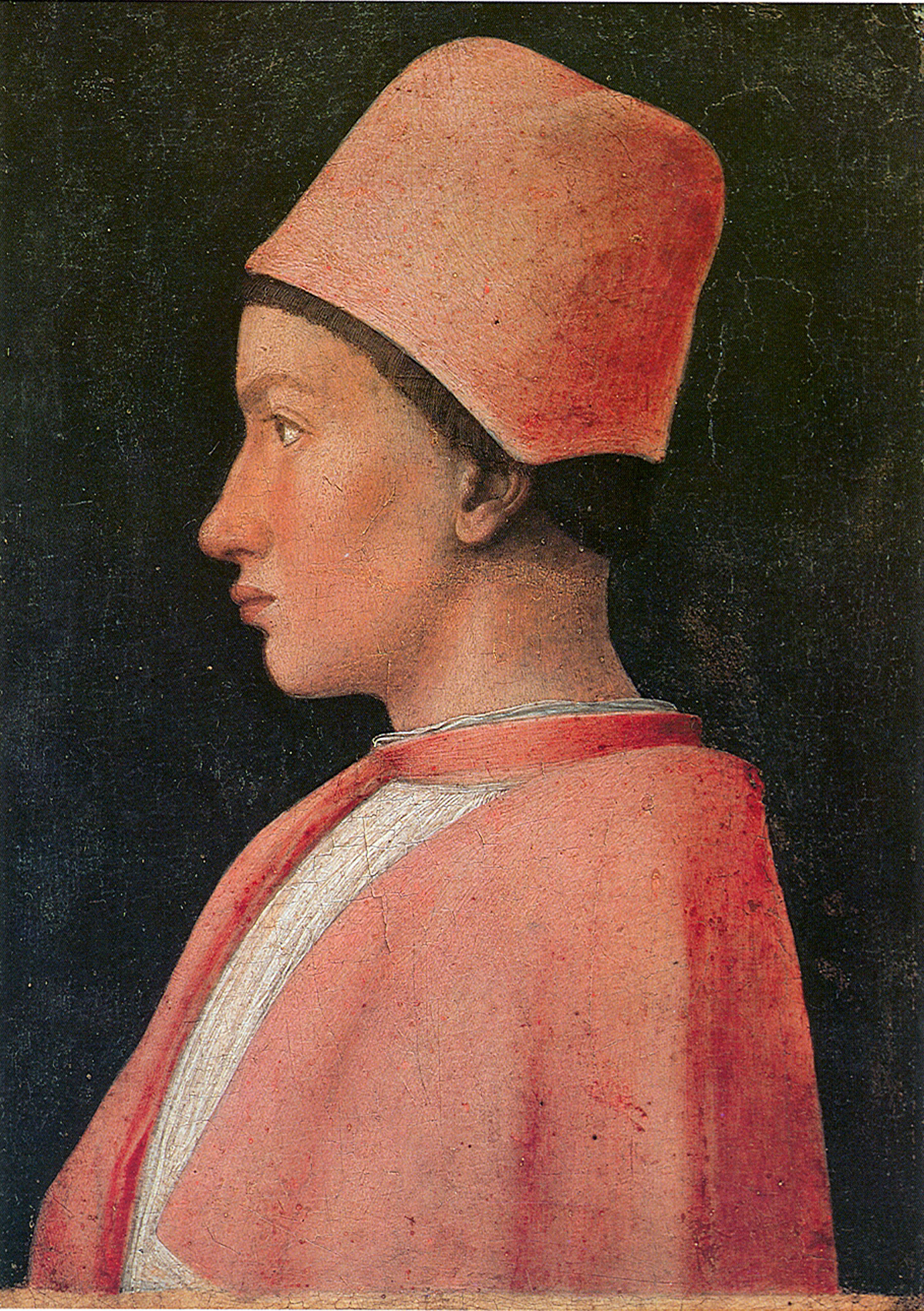
安德烈亞·曼特尼亞的《弗朗切斯科·貢扎加肖像畫（英语：Portrait of Francesco Gonzaga）》，25 × 18cm，約作於1460－1462年，來自法爾內塞家族的藏品
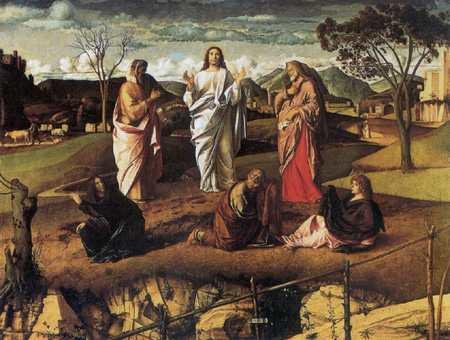
喬瓦尼·貝利尼的《耶穌變容（英语：Transfiguration of Christ (Bellini)）》，115 × 154cm，約作於1478－1479年，來自法爾內塞家族藏品
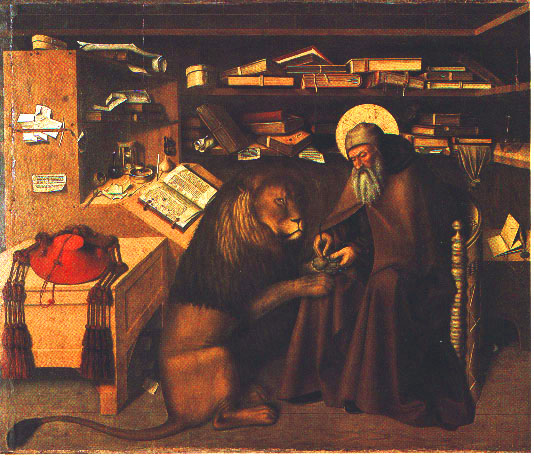
科蘭托尼奧（英语：Niccolò Antonio Colantonio）的《在書房的聖吉羅拉莫（義大利語：San Girolamo nello studio (Colantonio)）》，125 × 151cm，約作於1445年，來自拿坡里聖羅倫佐大教堂
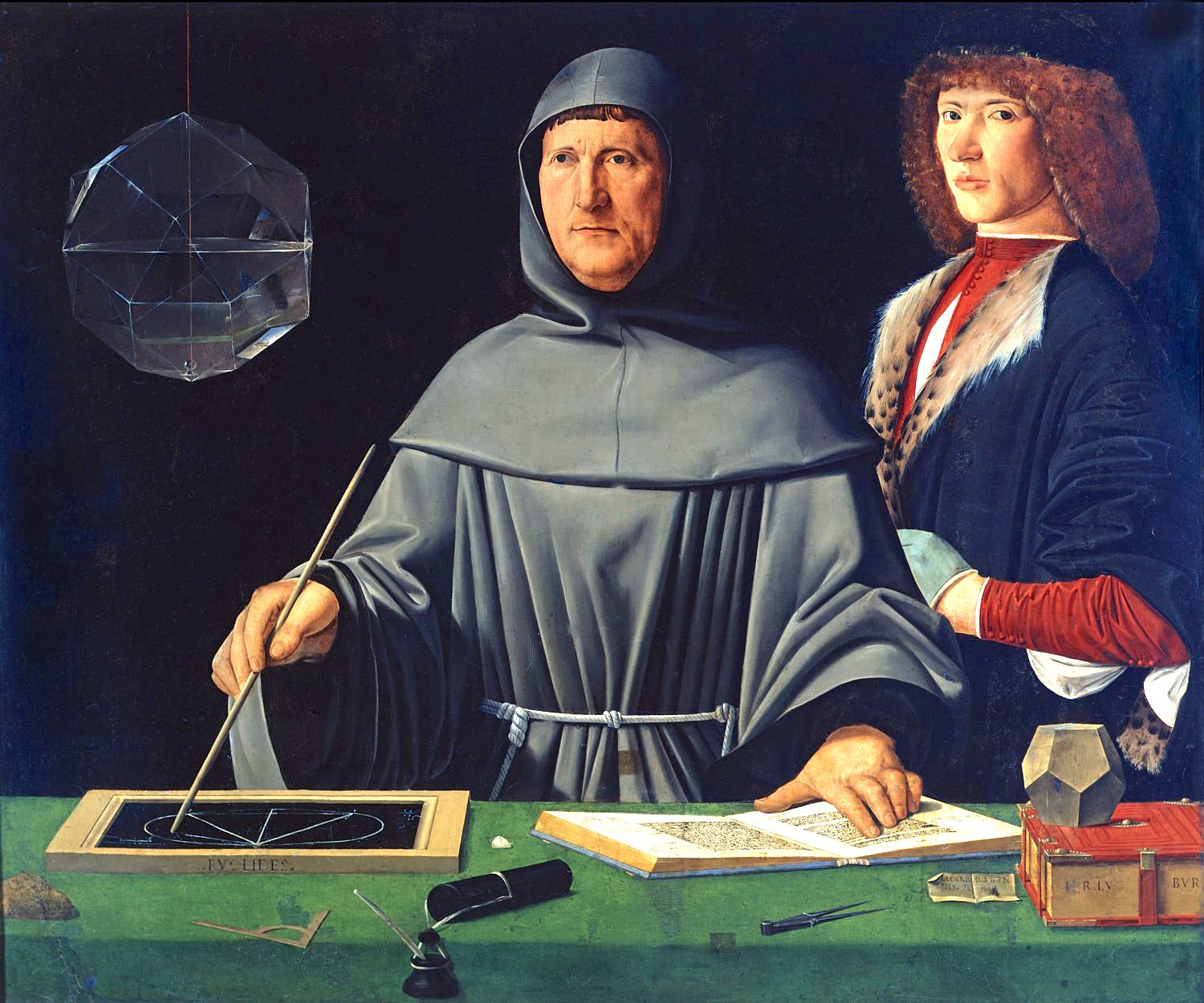
雅各布·德巴爾巴里的《盧卡·帕喬利肖像畫（英语：Portrait of Luca Pacioli）》，99 × 120cm，約作於1495年，1903年購入
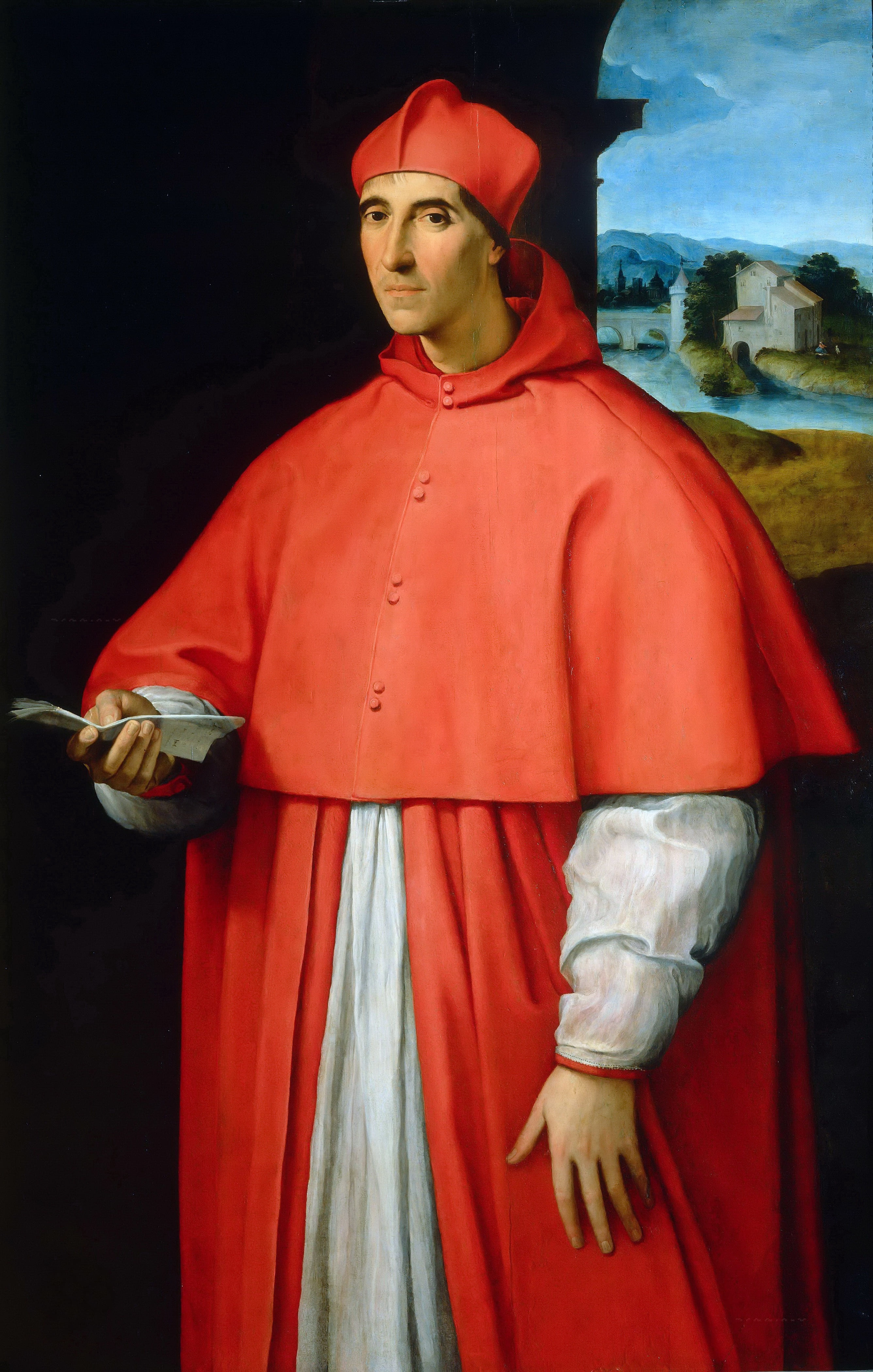
拉斐爾的《亞歷山德羅·法爾內塞樞機肖像畫（英语：Portrait of Cardinal Alessandro Farnese）》，139 × 91cm，約作於1509－1511年，來自法爾內塞家族的藏品
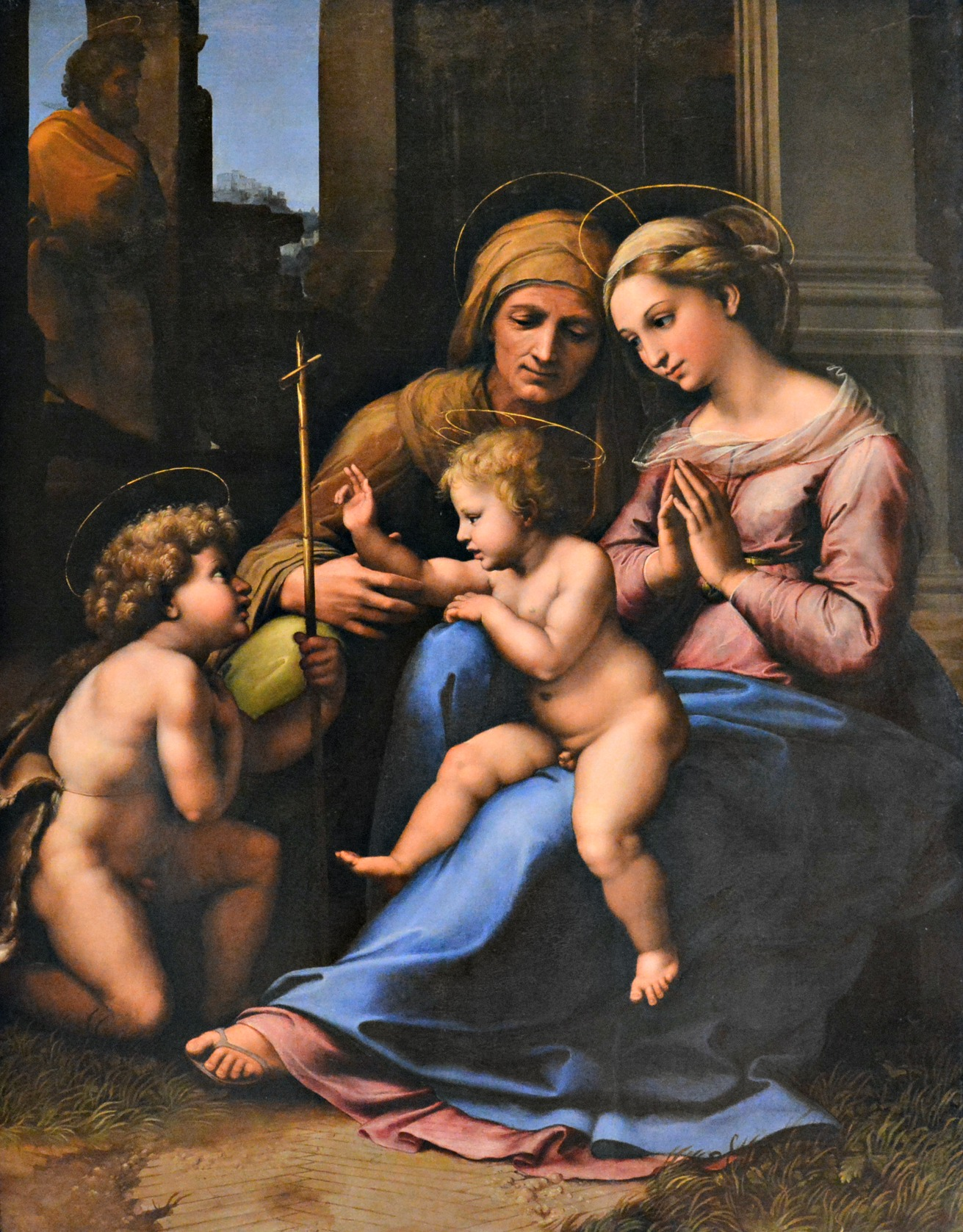
拉斐爾或/以及喬萬·弗朗切斯科·佩尼（英语：Giovan Francesco Penni）的《愛子聖母》（Madonna del Divino Amore），140 × 109cm，約作於1518年，來自法爾內塞家族的藏品
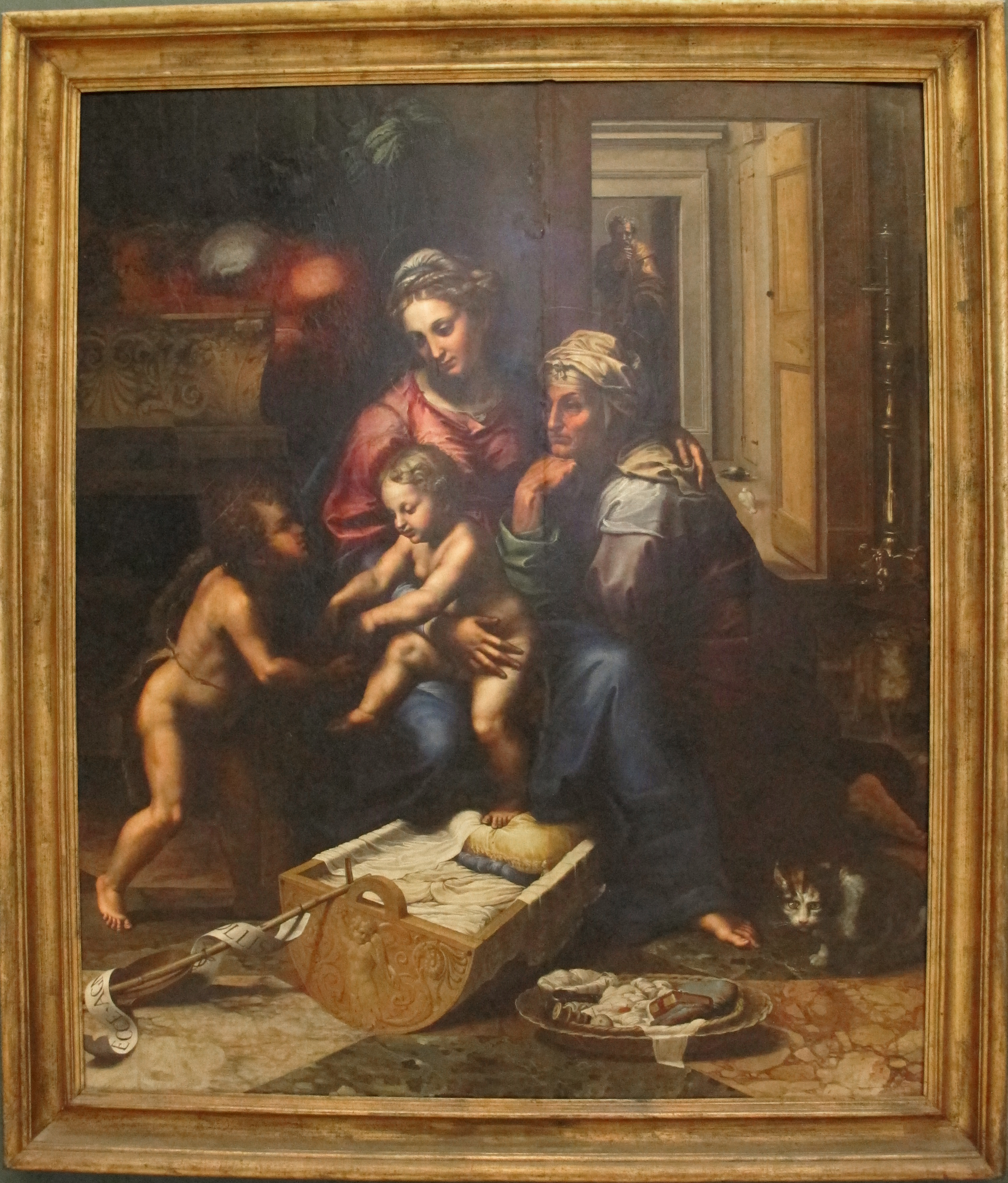
朱利奧·羅馬諾的《貓的聖母》，171 × 143cm，約作於1523年，來自法爾內塞家族的藏品
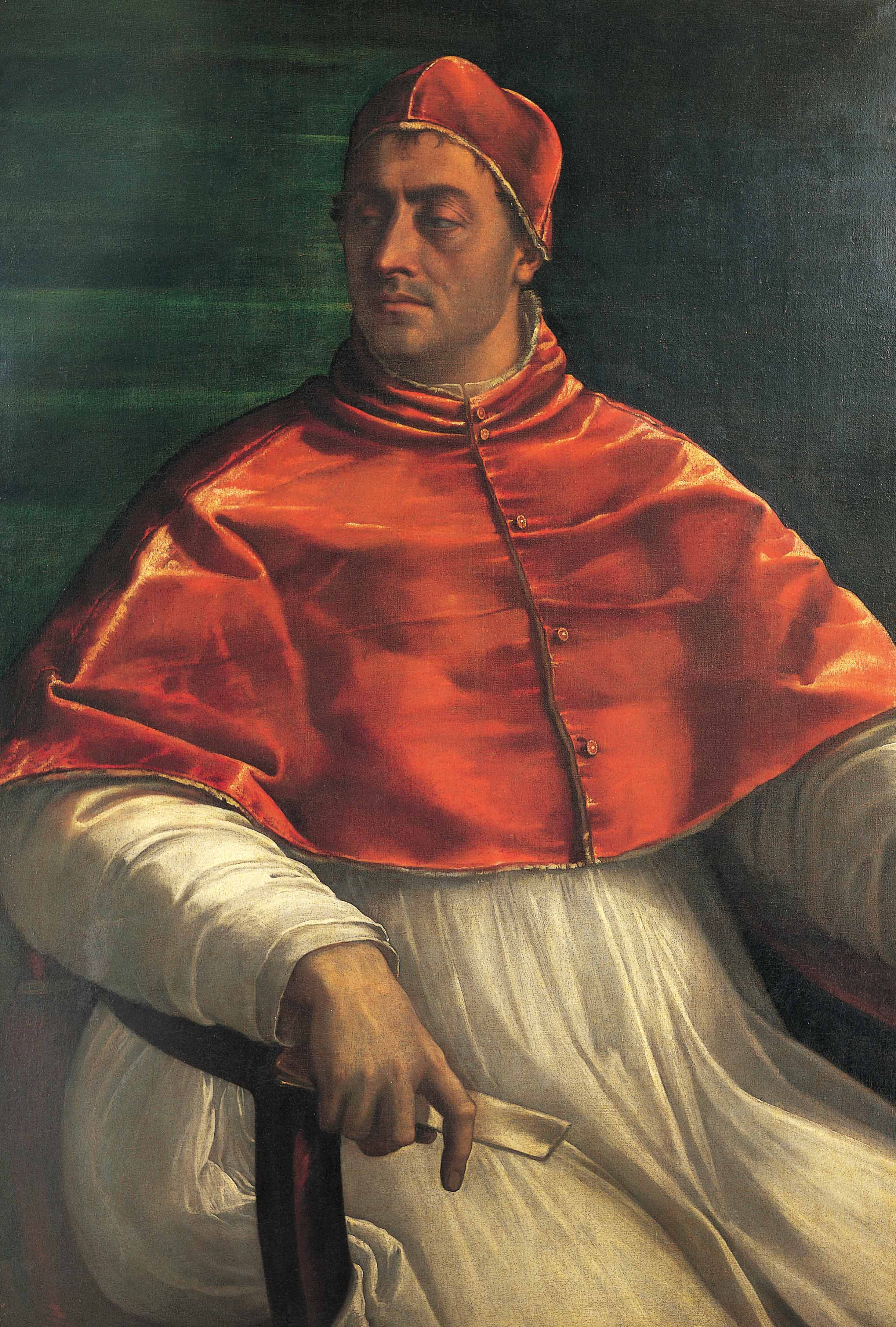
塞巴斯蒂亞諾·德爾·皮翁博的《克萊孟七世肖像》，145 × 100cm，約作於1527年前，來自法爾內塞家族的藏品
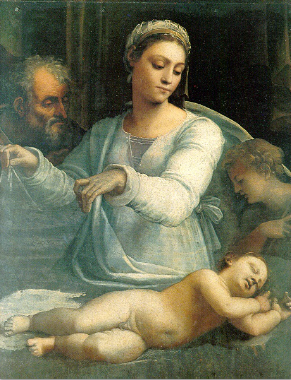
塞巴斯蒂亞諾·德爾·皮翁博的《戴頭紗的聖母》（Madonna del Velo），112 × 88cm，約作於1533－1535年，來自法爾內塞家族的藏品
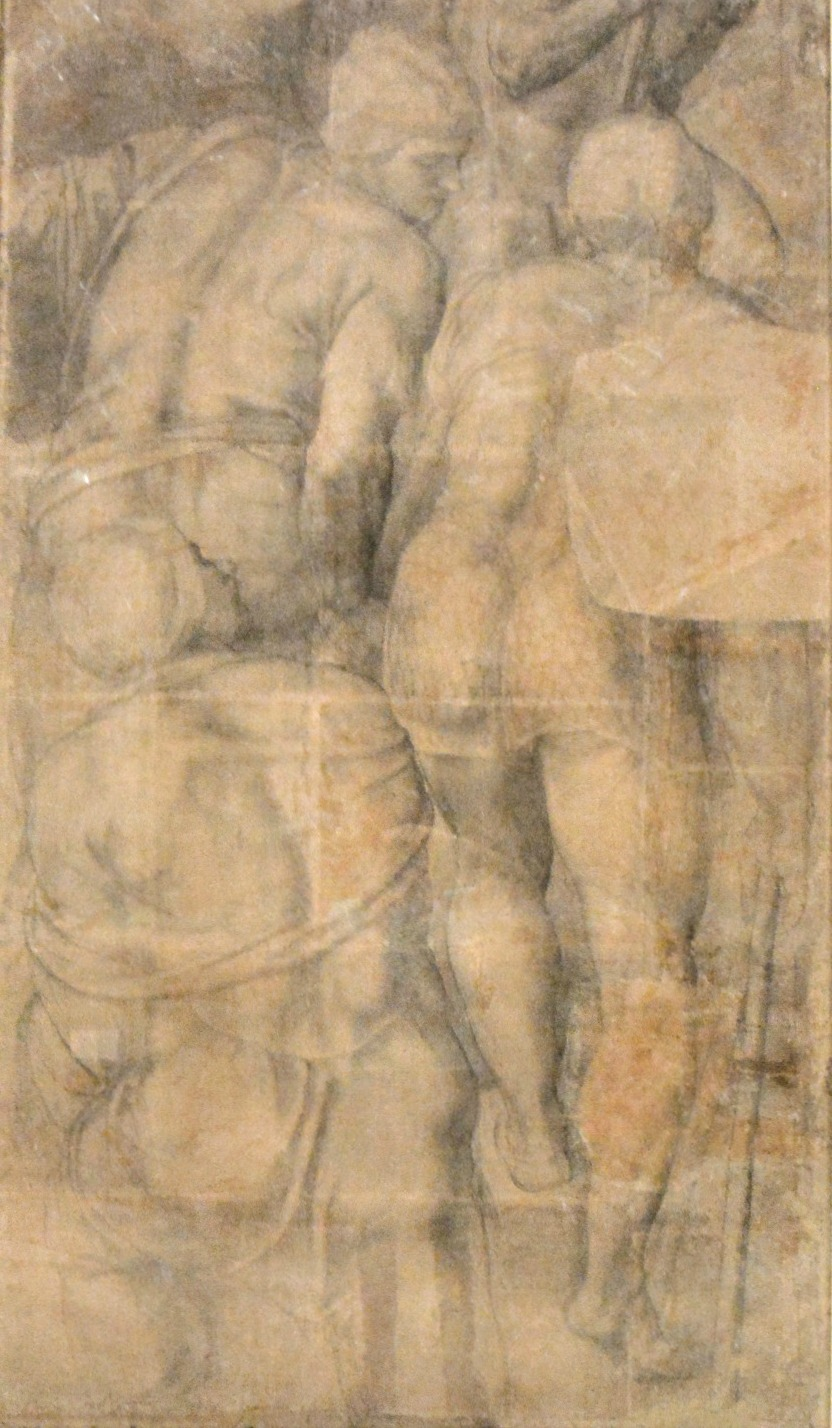
米開朗基羅的《戰士群像》（Gruppo di armigeri），263 × 156cm，約作於1546年前後，來自法爾內塞家族的藏品
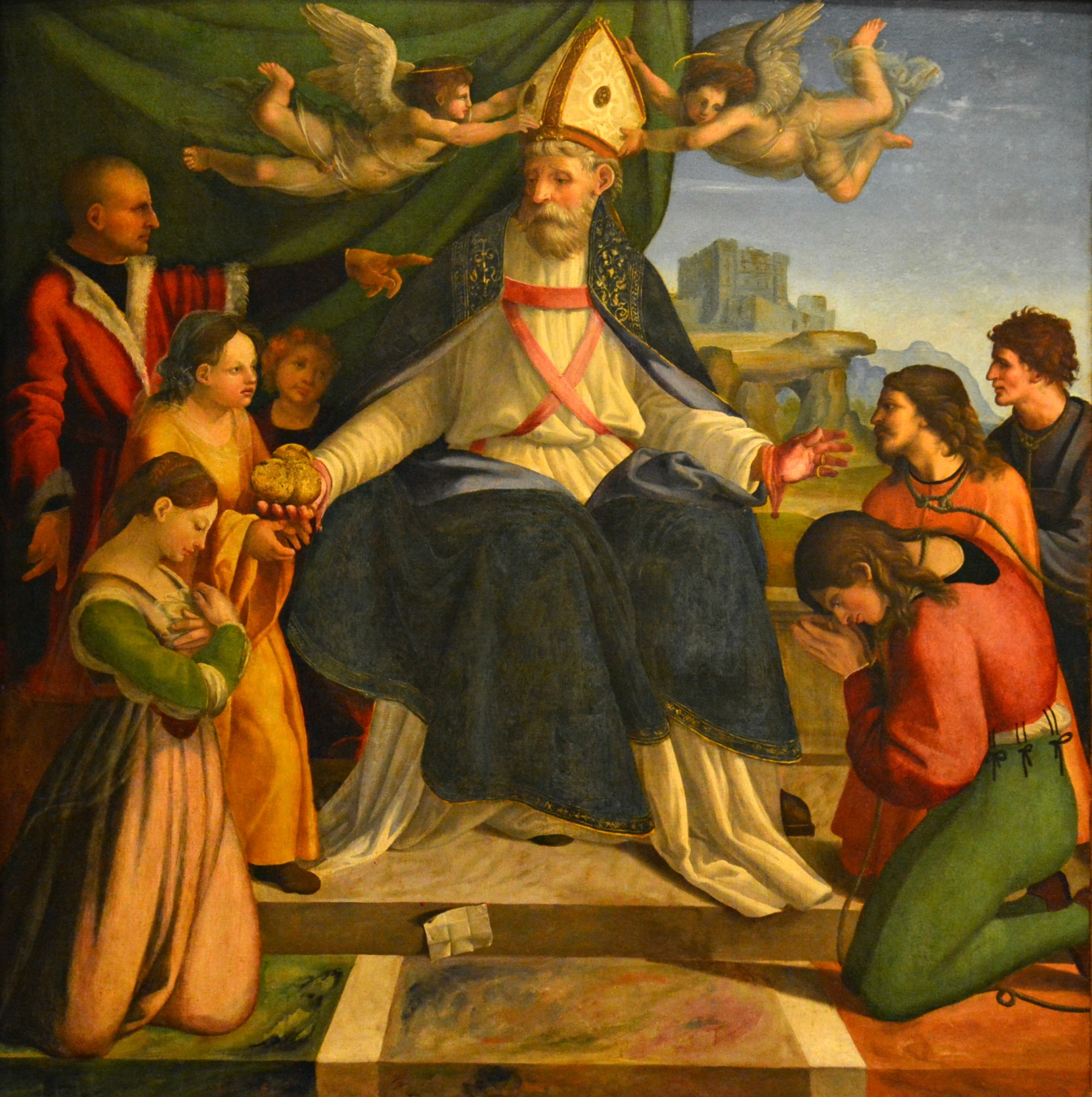
安德烈亞·薩巴提尼（英语：Andrea Sabbatini）的《巴里的聖尼古拉》（San Nicola di Bari），146 × 146cm，約作於1514－1517年，來自蒙特卡西諾修道院（義大利語：Abbazia di Montecassino）
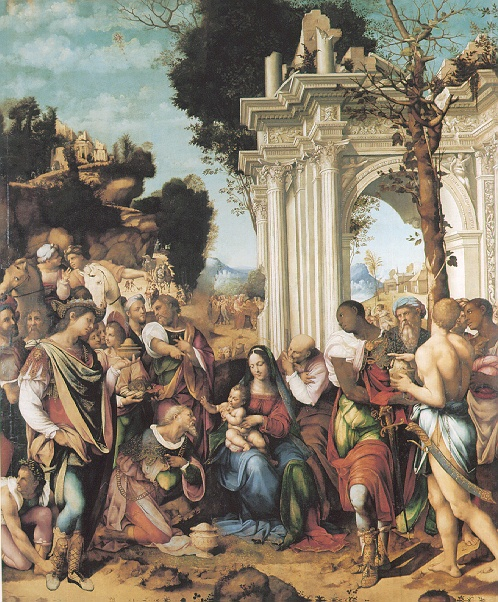
切薩雷·達·賽斯托（英语：Cesare da Sesto）的《三博士來朝（義大利語：Adorazione dei Magi (Cesare da Sesto)）》，326 × 270cm，約作於1516－1519年，來自墨西拿賢人聖尼可洛教堂（義大利語：Chiesa di San Nicolò dei Gentiluomini）
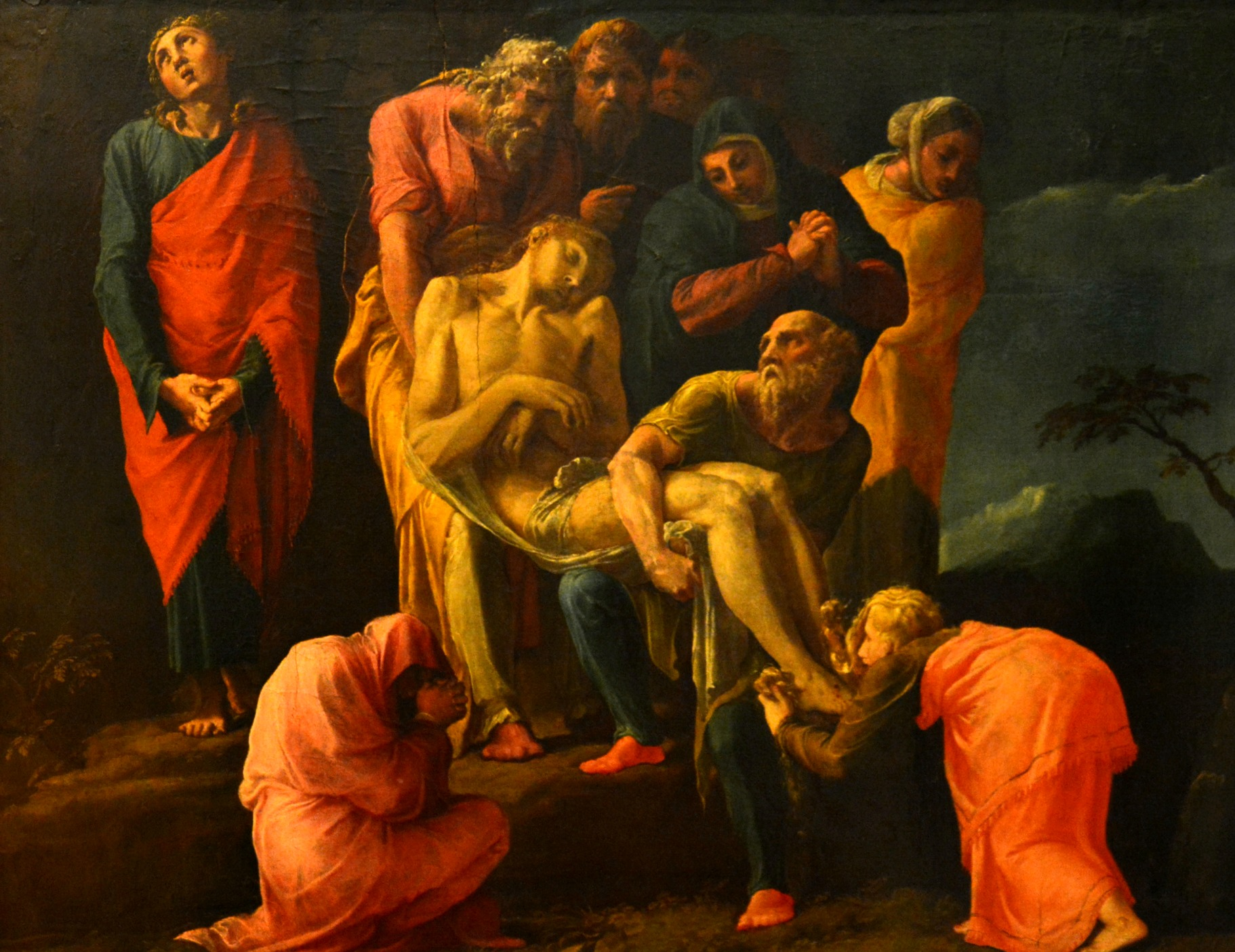
波利多羅·達·卡拉瓦喬（英语：Polidoro da Caravaggio）的《耶穌受難（義大利語：Trasporto di Cristo nel sepolcro）》，81 × 106cm，約作於1527－1528年，1972年購入
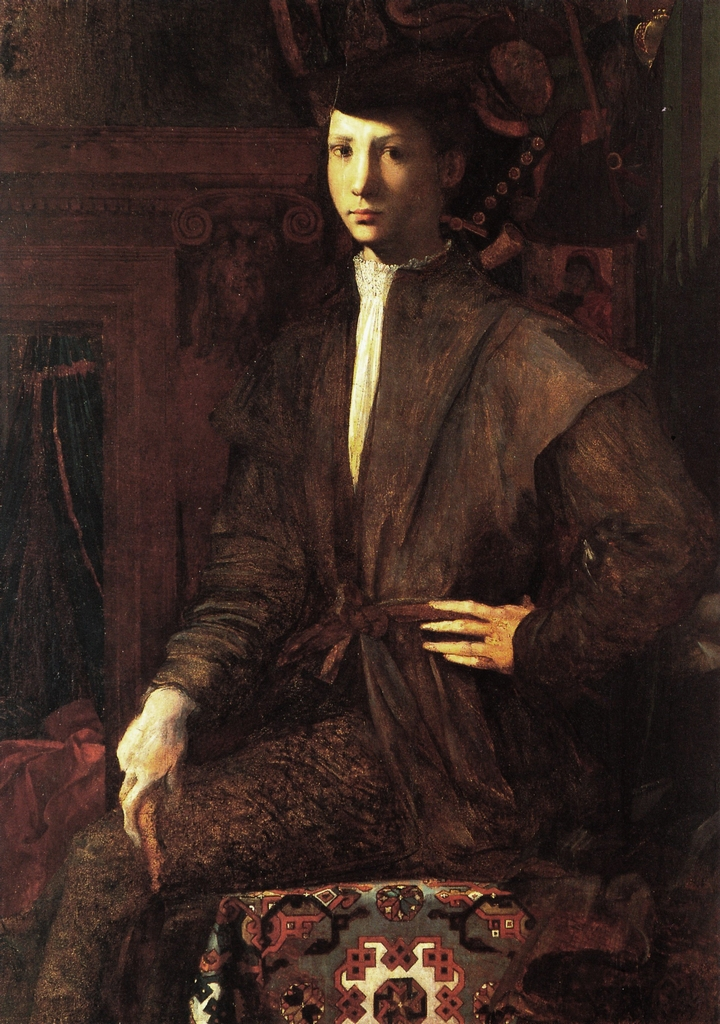
羅索·菲奧蘭提諾（英语：Rosso Fiorentino）的《坐在地毯上的年輕男子肖像（義大利語：Ritratto di giovane seduto con tappeto）》，120 × 86cm，約作於1527年，來自法爾內塞家族的藏品
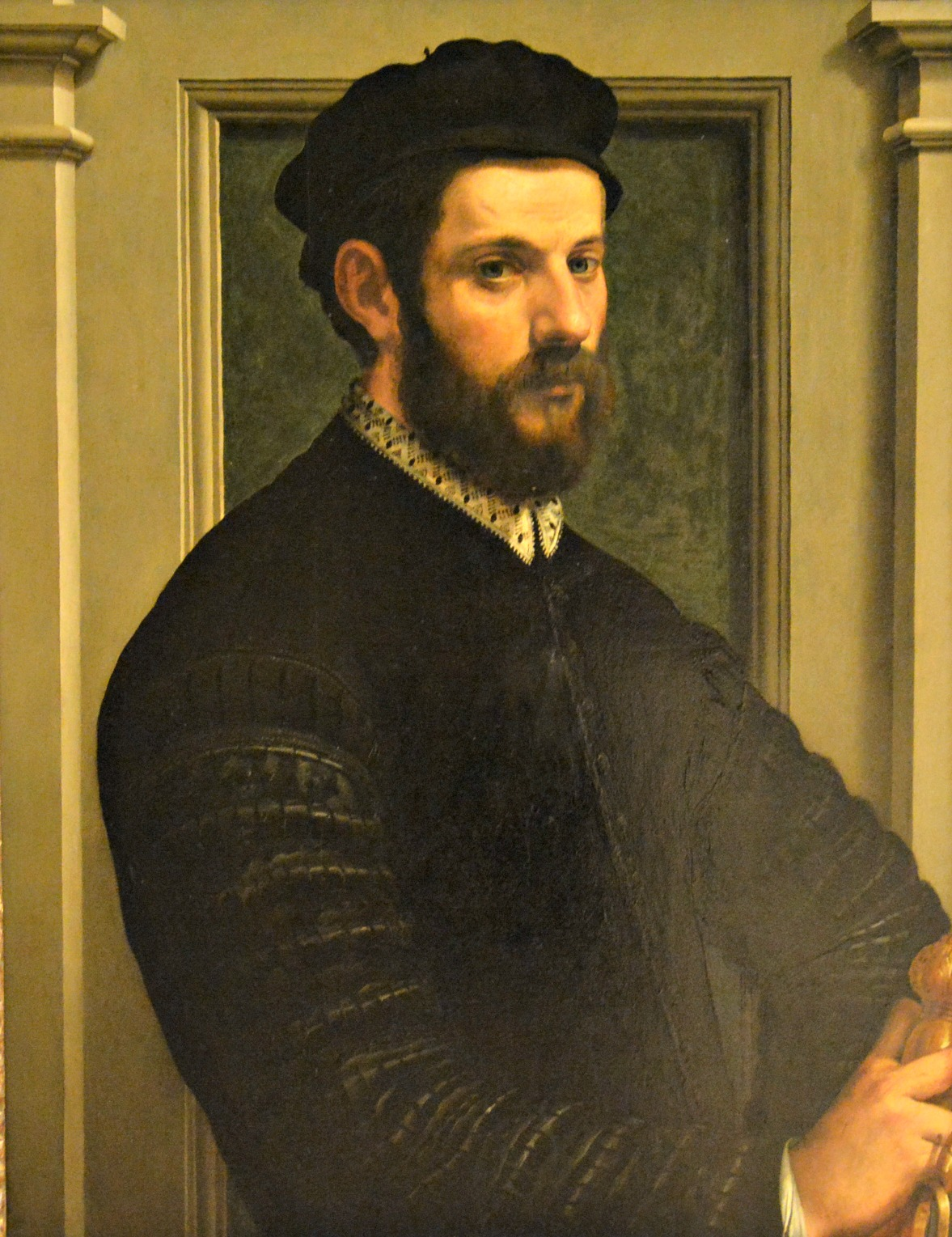
弗朗切斯科·薩爾維亞提（英语：Francesco de' Rossi）的《著貴族服飾的自畫像（義大利語：Autoritratto in abiti da gentiluomo）》，75.5 × 58.5cm，約作於1540年，來自法爾內塞家族的藏品
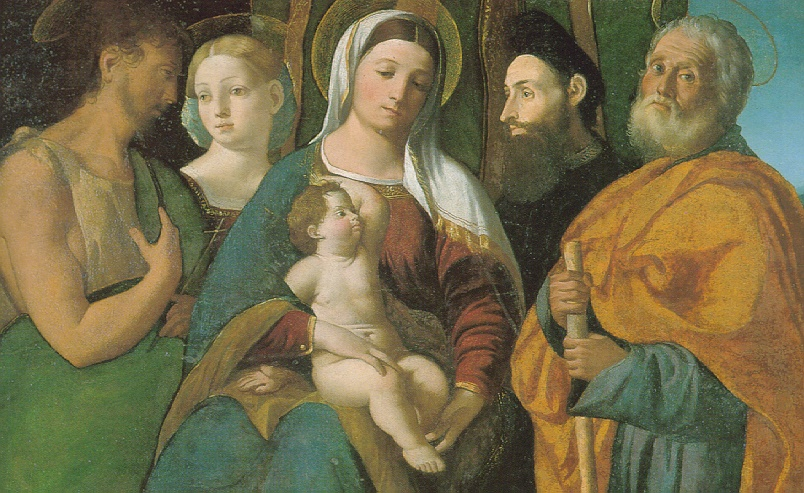
多索·多西的《神聖的對話》（Sacra Conversazione），49.5 × 73.5cm，約作於1510年，來自法爾內塞家族藏品
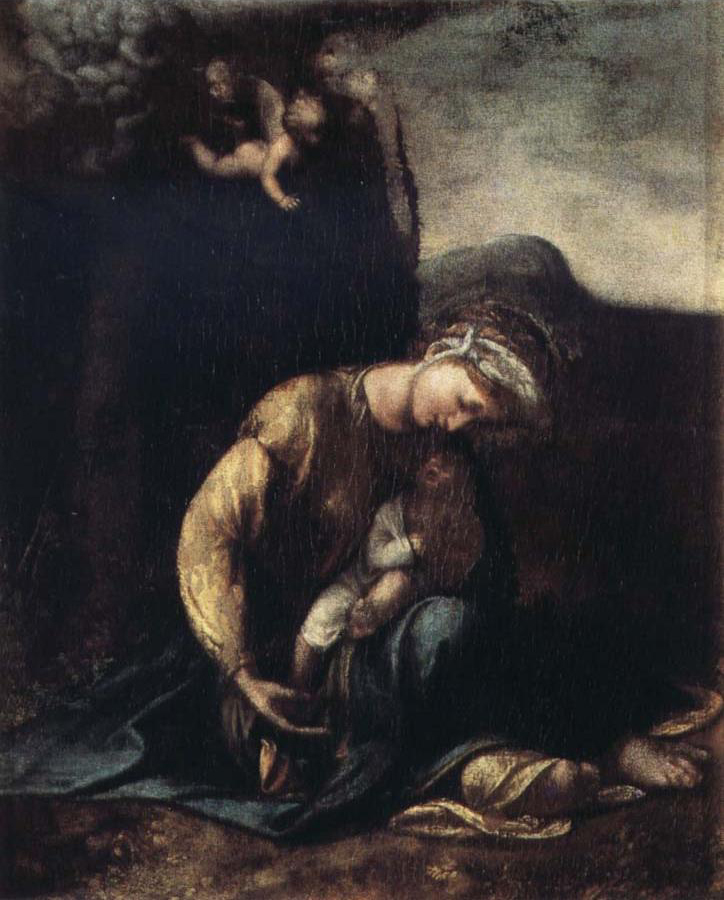
科雷吉歐的《吉普賽女郎（義大利語：La Zingarella）》，46.5 × 37.5cm，約作於1515－1516年，來自法爾內塞家族的藏品
科雷吉歐的《聖加大肋納的神秘婚姻》，28.5 × 24cm，約作於1517－1518年，來自法爾內塞家族的藏品[30]
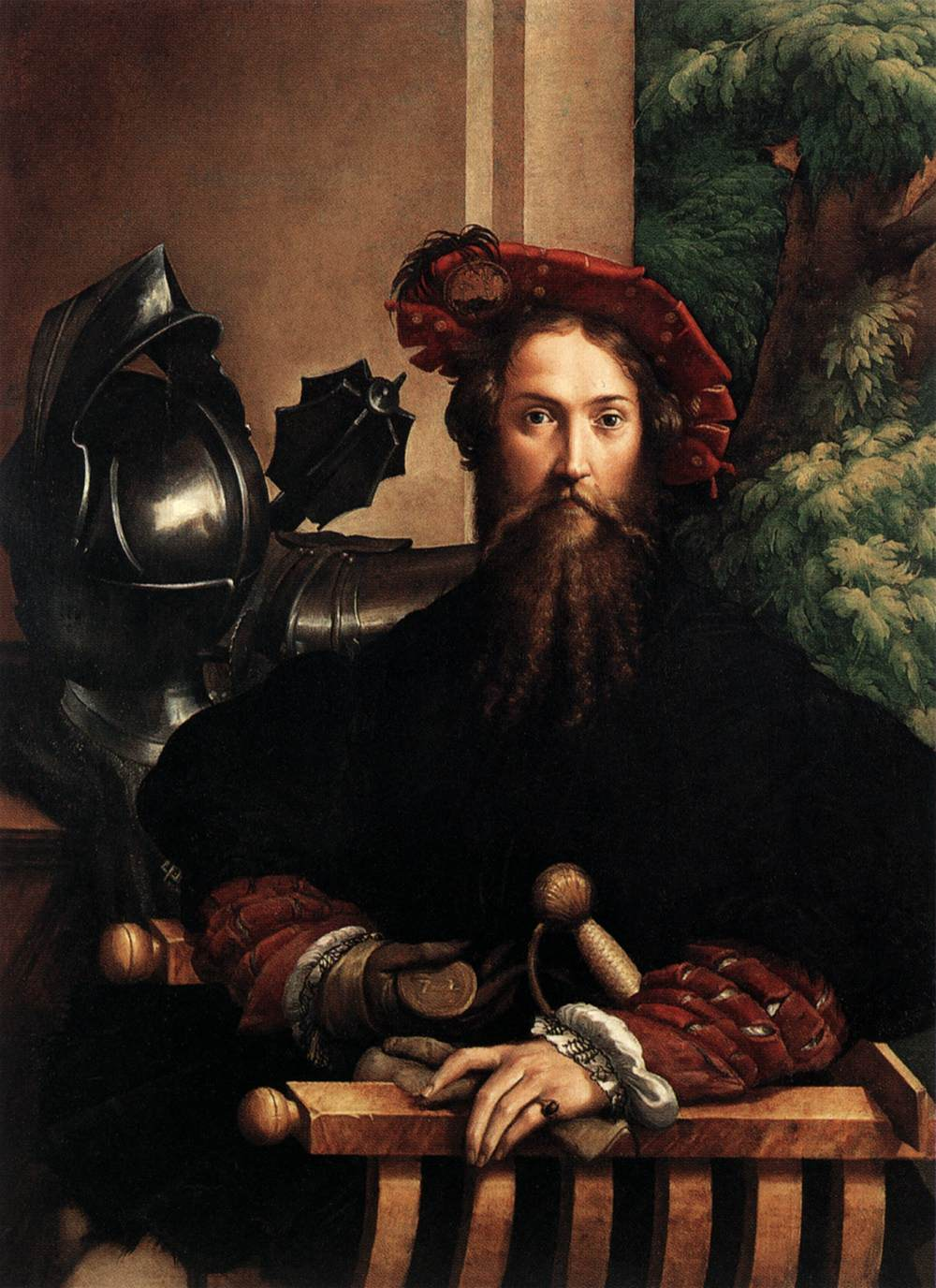
帕爾米賈尼諾的《加萊亞佐·山維塔萊肖像畫（英语：Portrait of Galeazzo Sanvitale）》，108 × 80cm，約作於1524年，來自法爾內塞家族的藏品
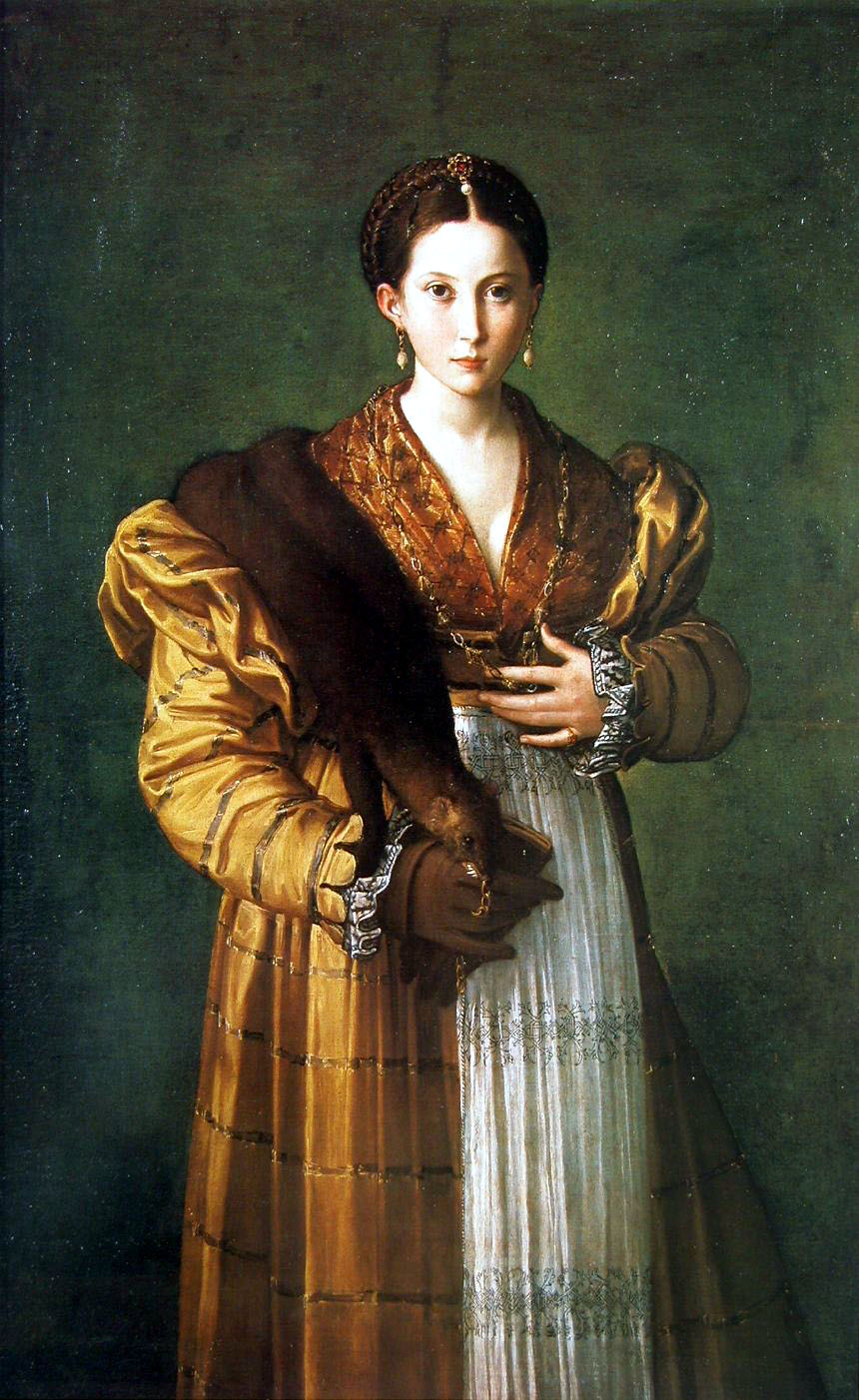
帕爾米賈尼諾的《安特亞（英语：Antea (Parmigianino)）》，136 × 86cm，約作於1530－1535年，來自法爾內塞家族的藏品
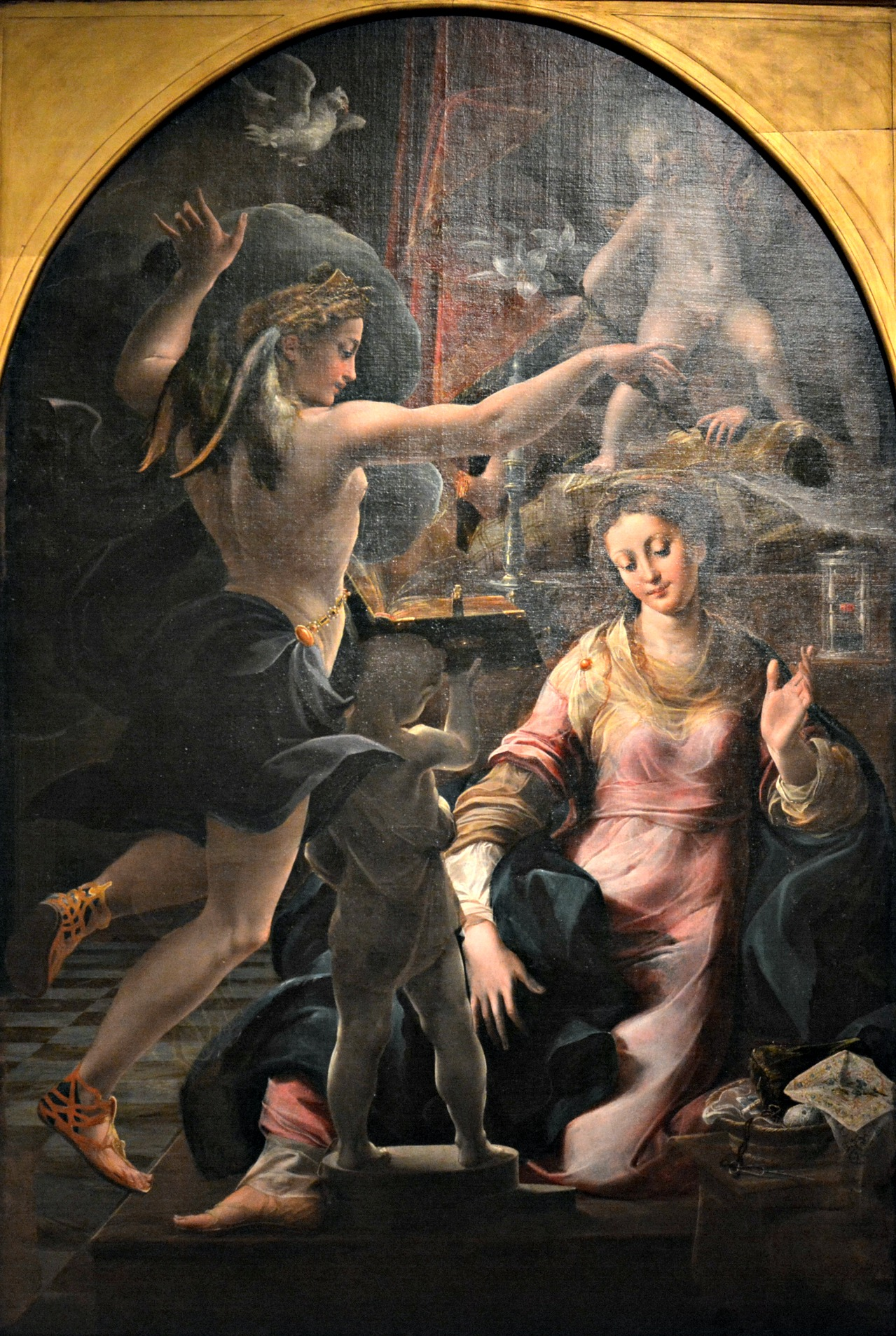
吉羅拉莫·馬佐拉·貝多利（英语：Girolamo Mazzola Bedoli）的《聖母領報》（Annunciazione），228 × 157cm，約作於1555－1560年，來自法爾內塞家族的藏品
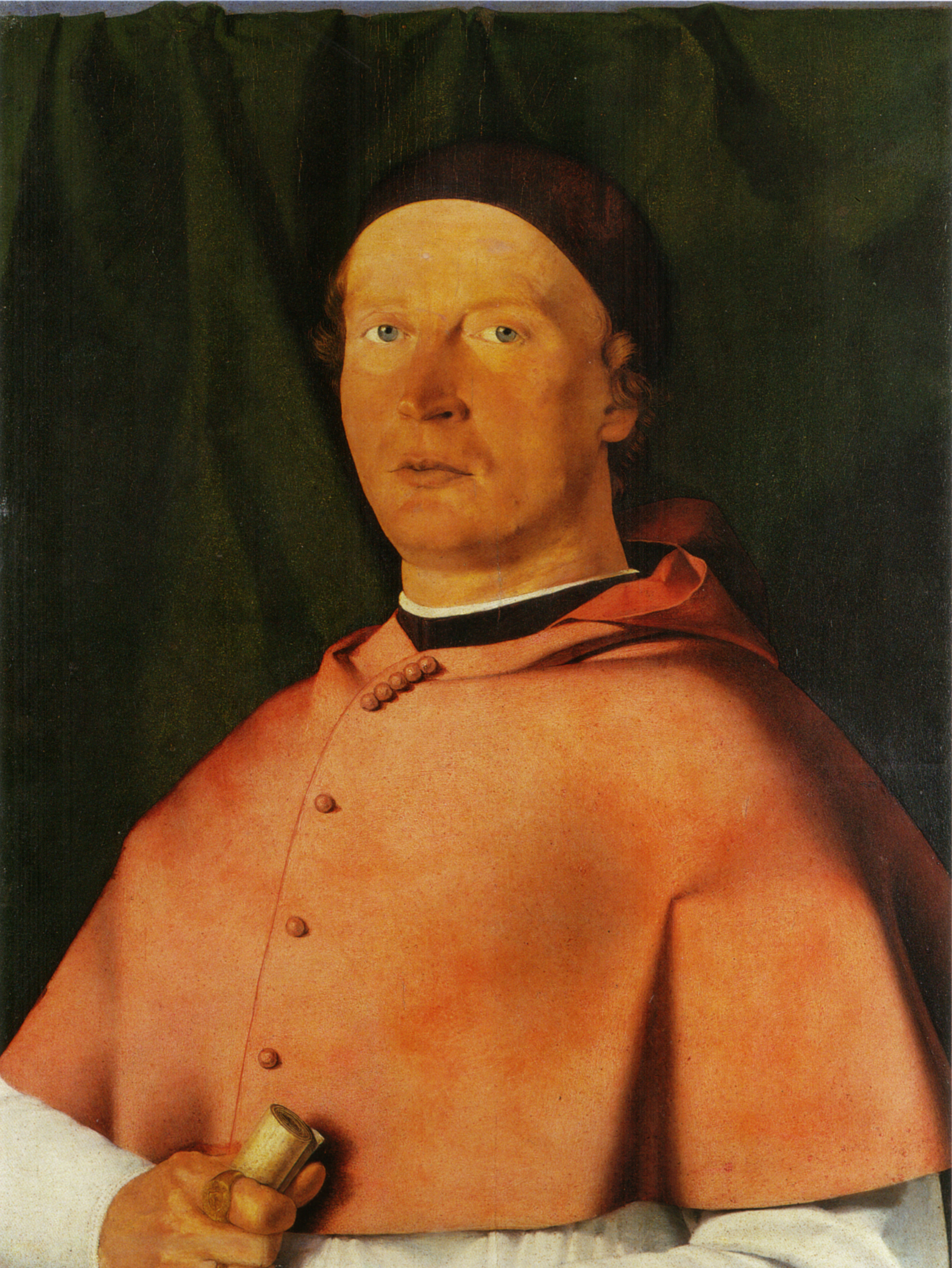
羅倫佐·洛托（英语：Lorenzo Lotto）的《貝爾納爾多·德·羅西主教肖像畫（英语：Portrait of Bishop Bernardo de' Rossi）》，55 × 43.5cm，約作於1505年，來自法爾內塞家族的藏品
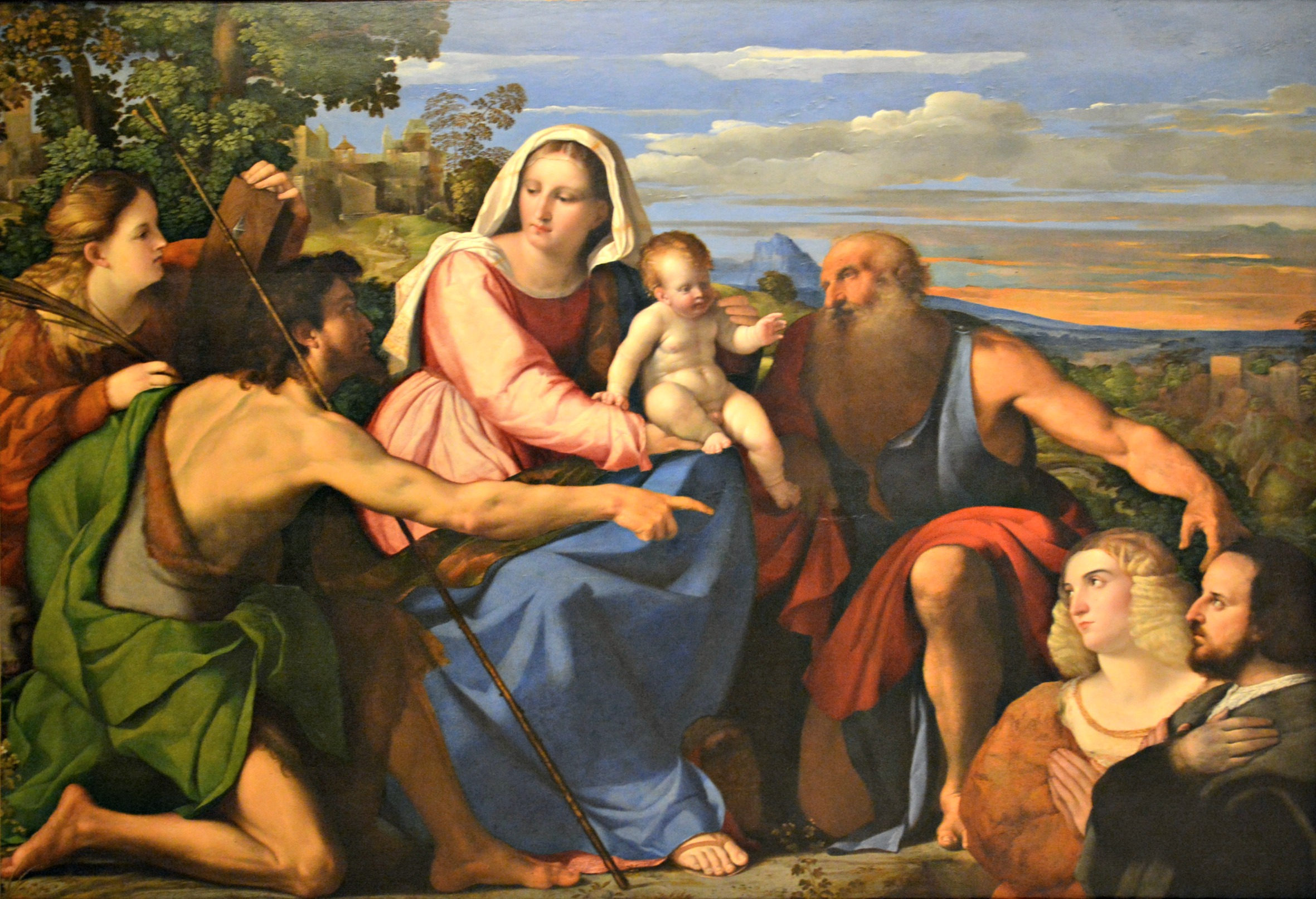
老雅各布·帕爾馬的《神聖的對話（義大利語：Sacra Conversazione con donatori）》，131 × 194cm，約作於1525年，1841年購入
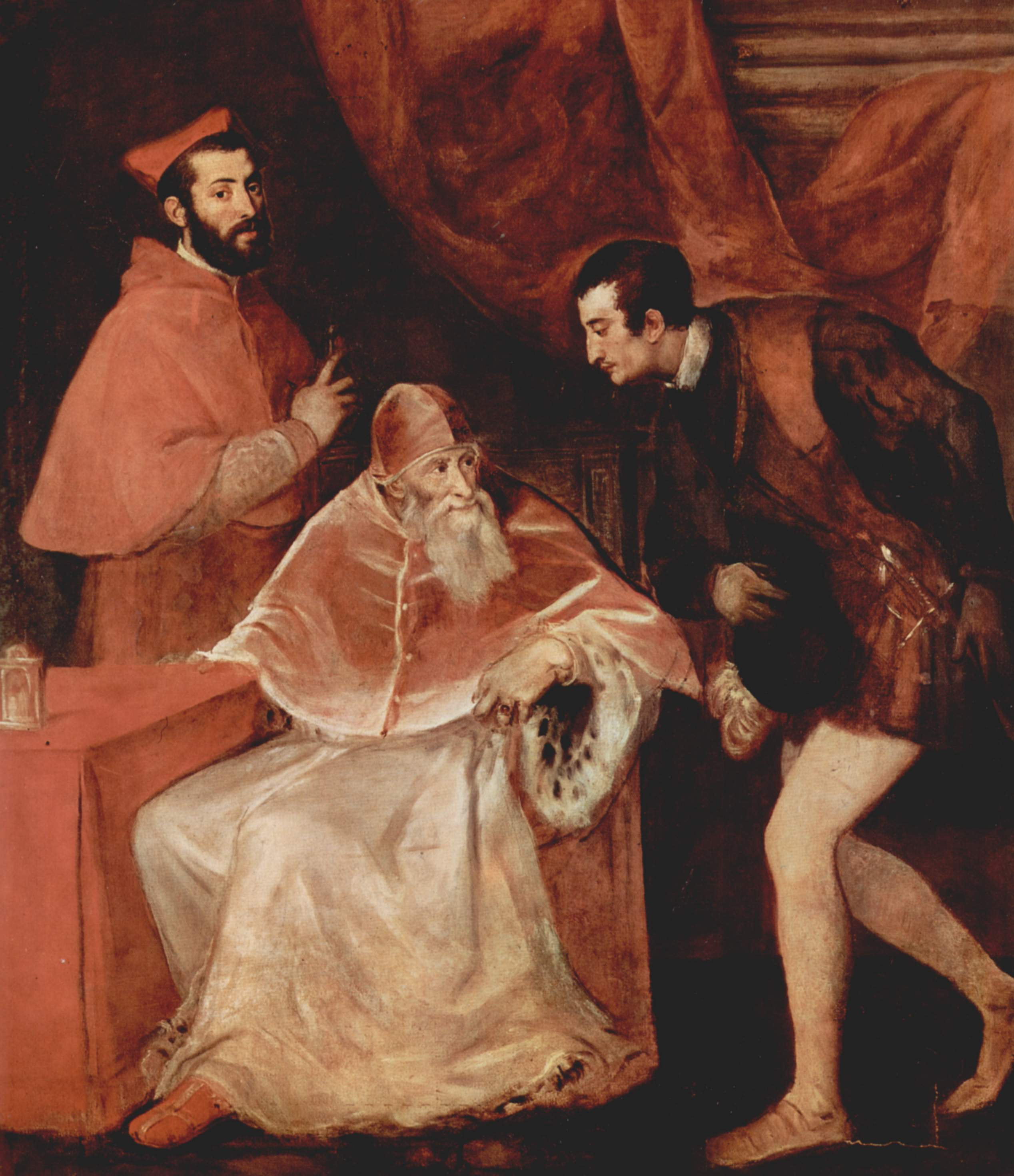
提齊安諾的《教宗保祿三世和他的孫子們》，202 × 127cm，約作於1546年，來自法爾內塞家族的藏品
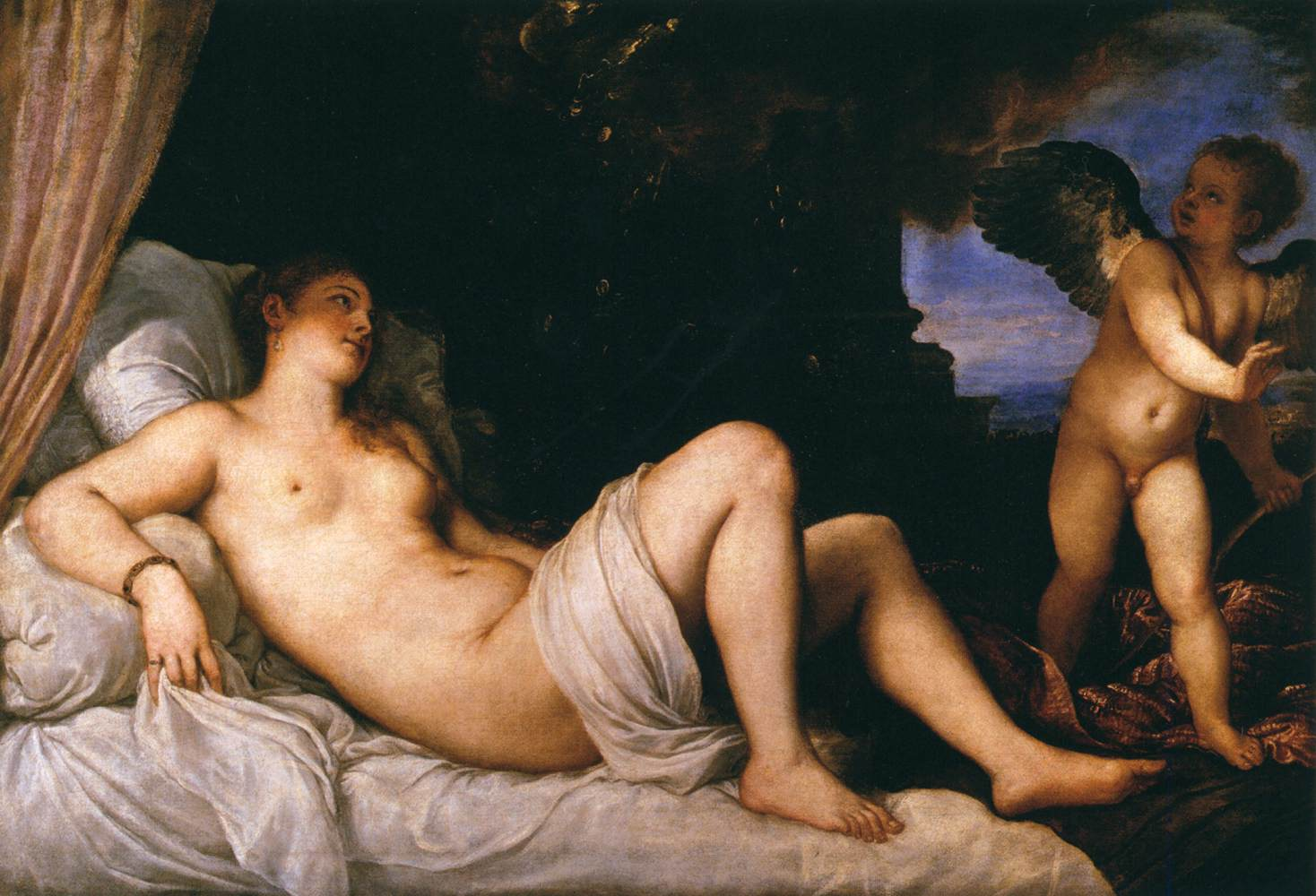
提齊安諾的《達娜厄（英语：Danaë (Titian, Capodimonte)）》，118.5 × 170cm，約作於1544－1546年，來自法爾內塞家族的藏品
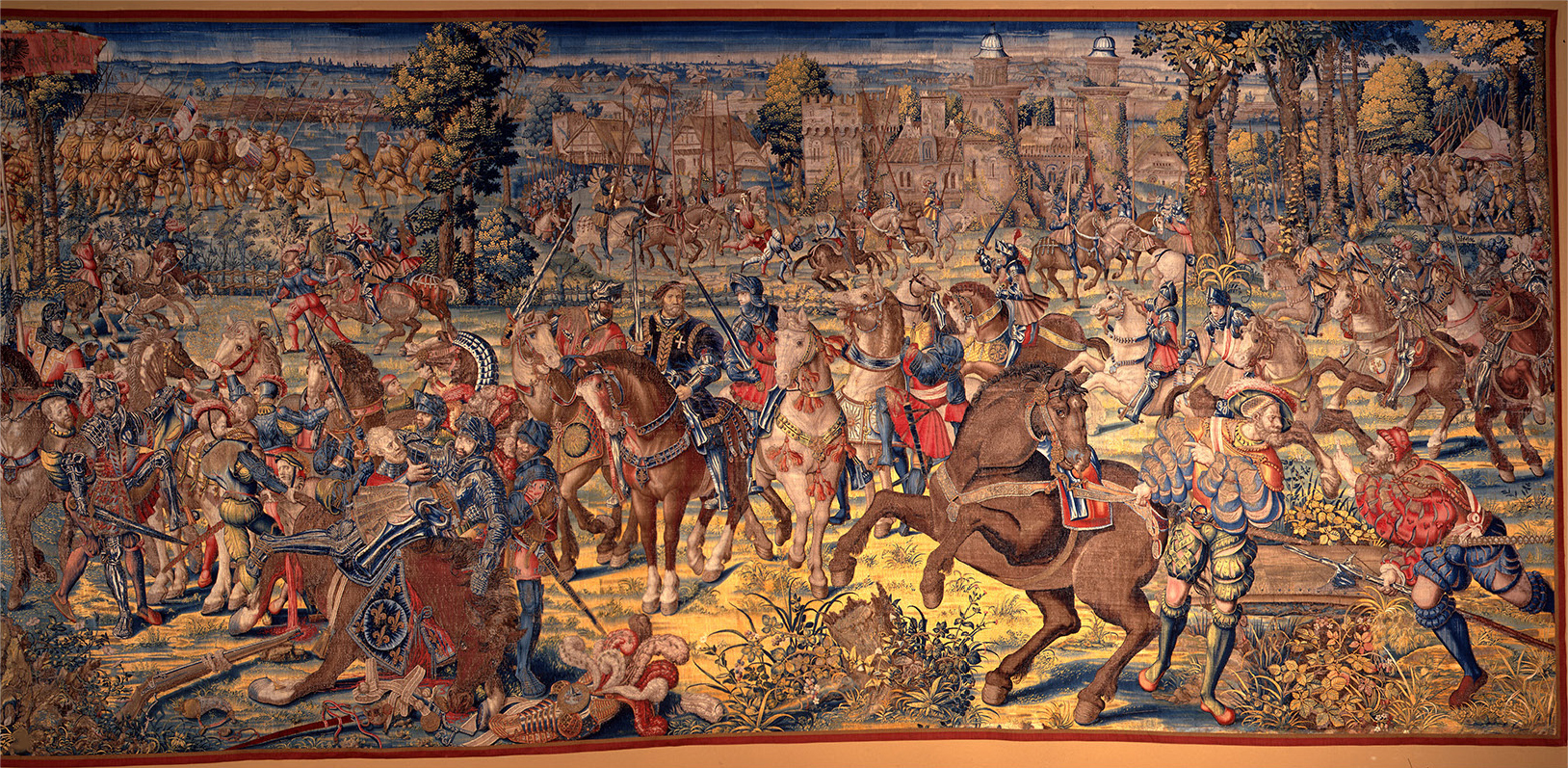
伯納德·凡·奧利（英语：Bernard van Orley）的《俘虜法國國王弗朗索瓦一世》（Cattura del re di Francia Francesco I），435 × 789cm，約作於1528－1530年，來自1862年阿瓦洛斯侯爵的遺贈
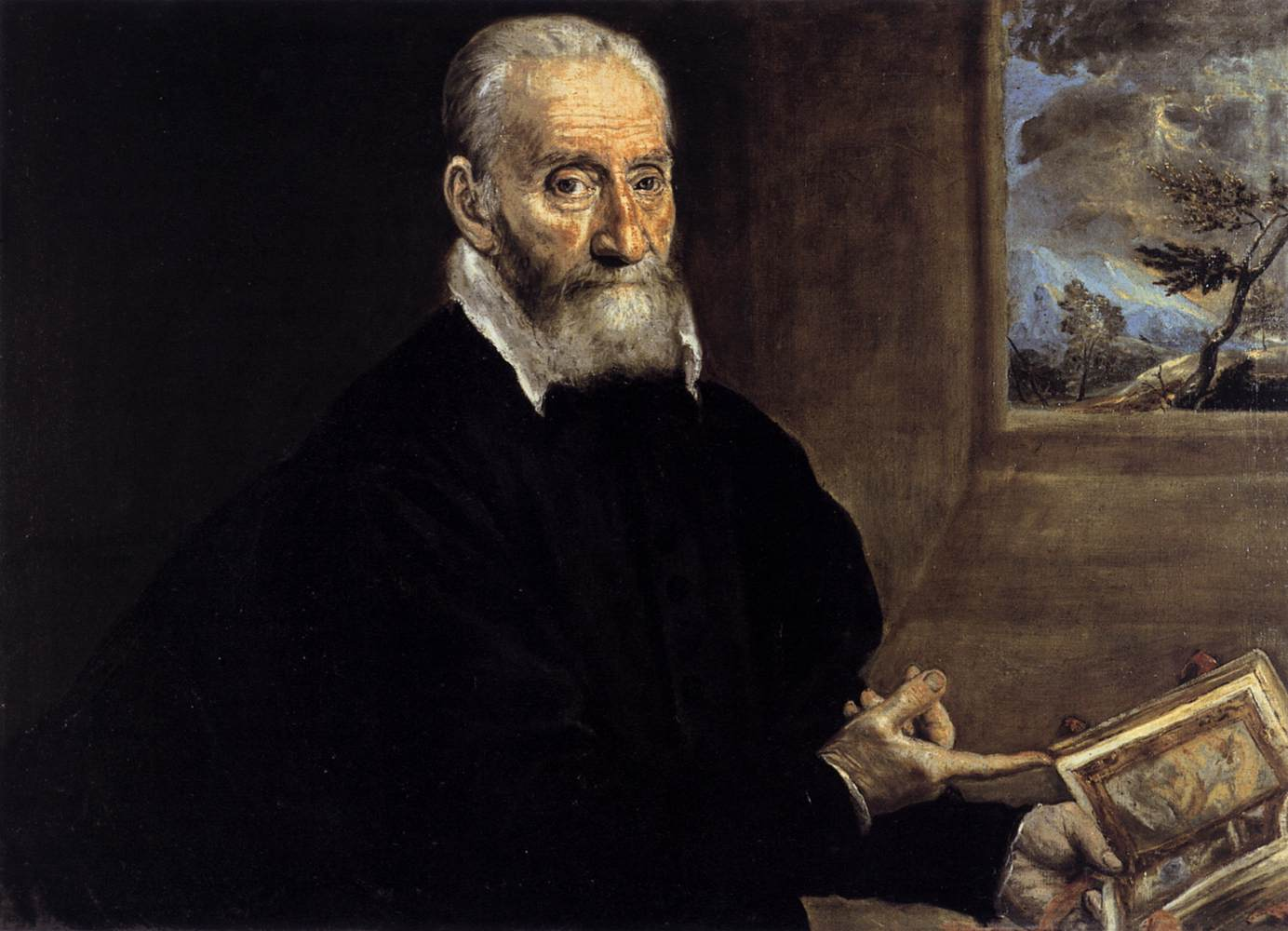
艾爾·葛雷柯的《朱利奧·克羅維奧肖像畫（義大利語：Ritratto di Giulio Clovio）》，62 × 84cm，約作於1571－1572年，來自法爾內塞家族的藏品
艾爾·葛雷柯的《吹蠟燭的男孩（義大利語：Ragazzo che soffia su un tizzone acceso）》，60.5 × 50.5cm，約作於1575年，來自法爾內塞家族的藏品[40]
约阿希姆·伯克拉尔的《廣場上的市集》（Mercato in piazza），136.5 × 165.5cm，約作於1566年，來自法爾內塞家族的藏品[41]
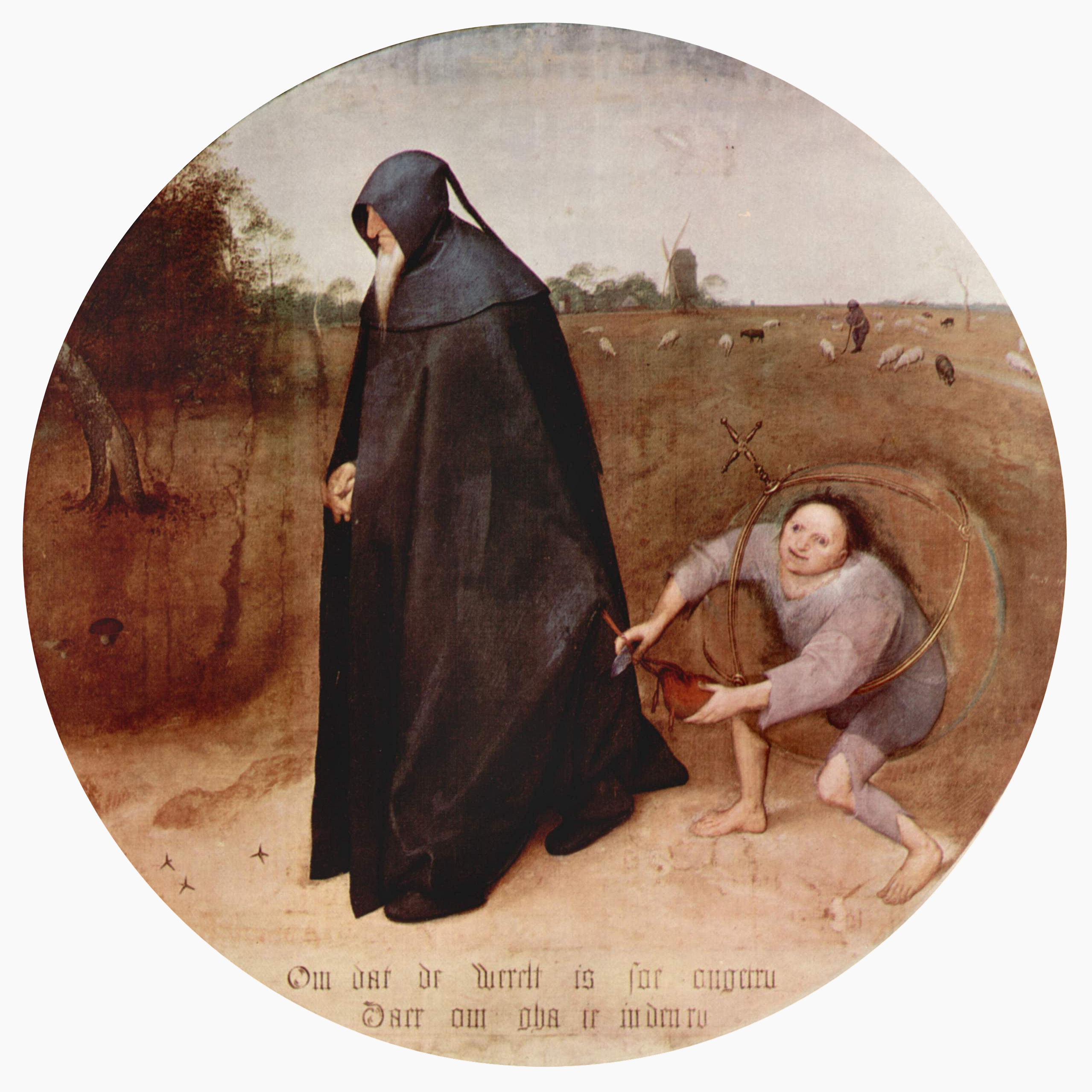
老彼得·勃魯蓋爾的《厭世者（英语：The Misanthrope (Bruegel)）》，86 × 85cm，約作於1568年，來自法爾內塞家族的藏品
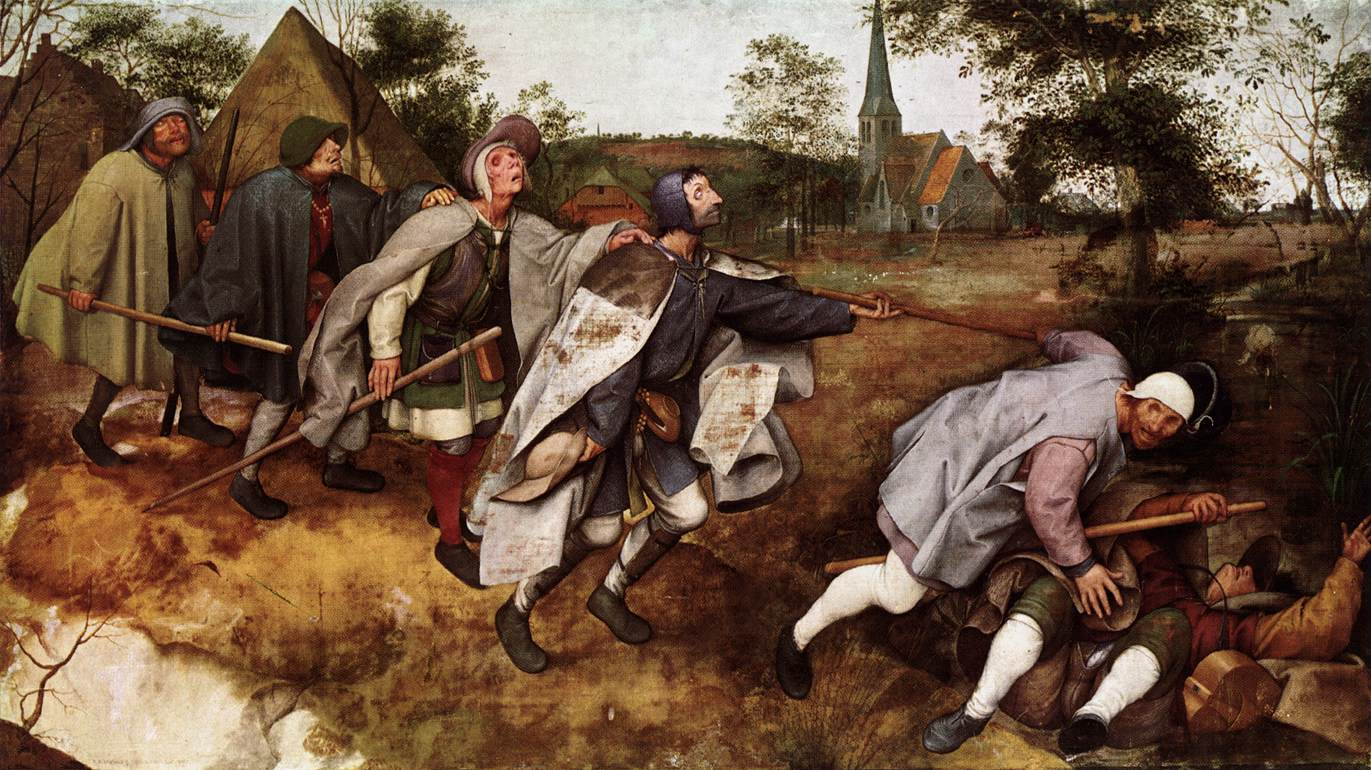
老彼得·勃魯蓋爾的《盲人引領盲人》，85.5 × 154cm，約作於1568年，來自法爾內塞家族的藏品
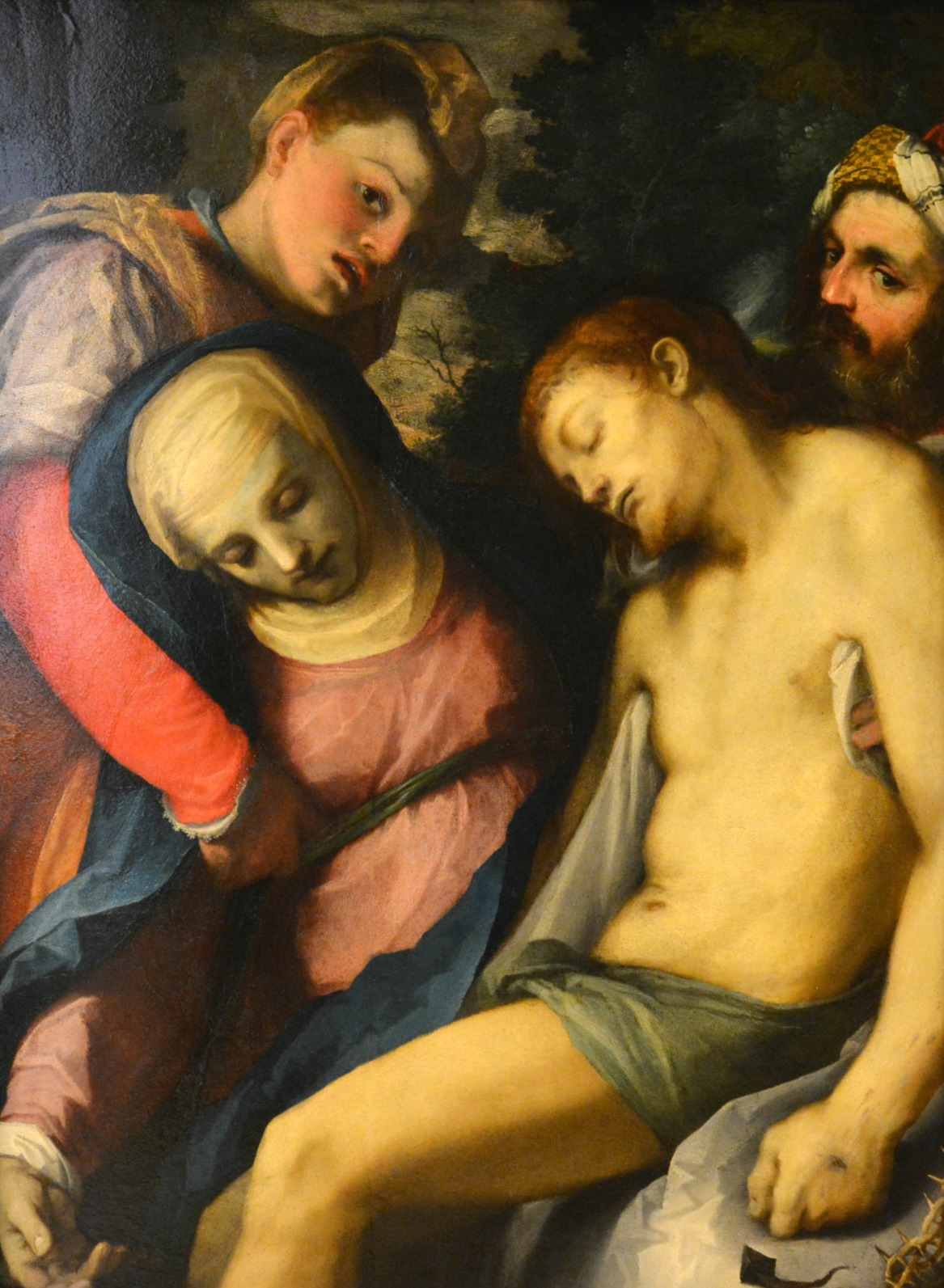
奇哥利（英语：Cigoli）的《聖殤》（Pietà），101 × 76cm，約作於1596－1600年，來自法爾內塞家族的藏品
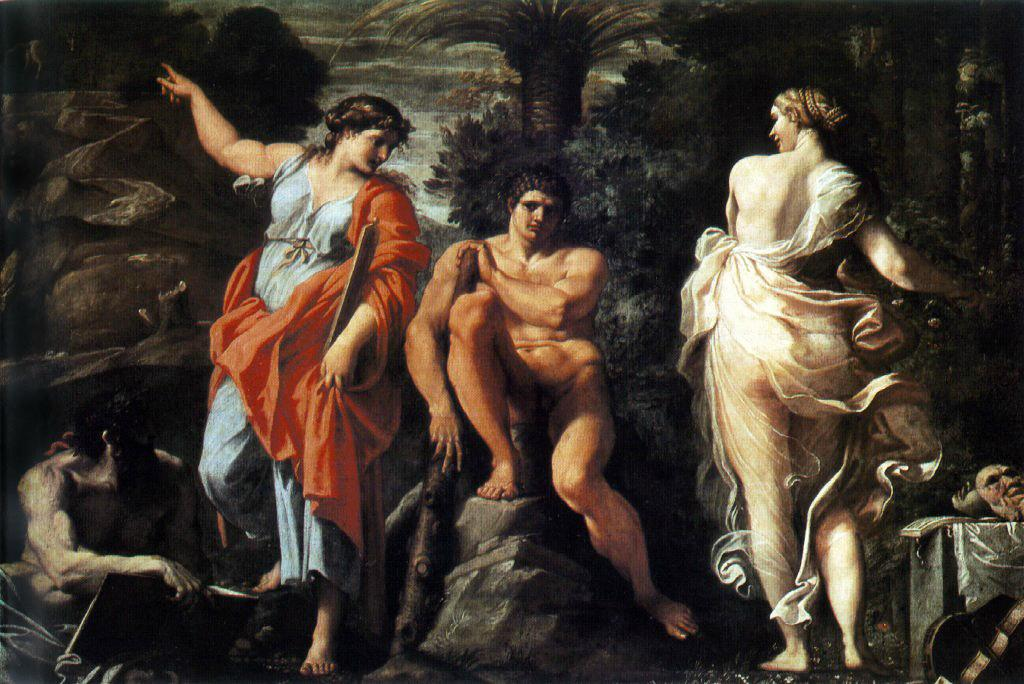
安尼巴萊·卡拉奇的《海克利斯的選擇（英语：The Choice of Hercules (Carracci)）》，165 × 239cm，約作於1596年，來自羅馬的法爾內塞宮
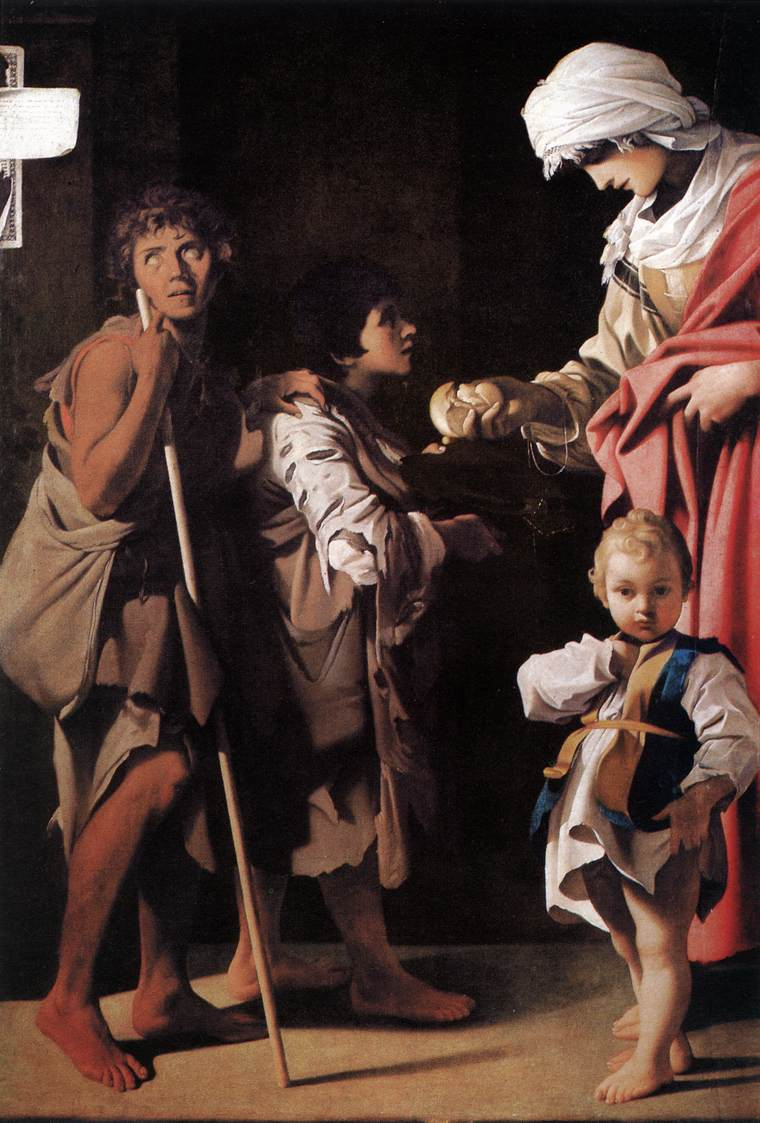
巴爾托洛梅奧·斯蓋多尼（英语：Bartolomeo Schedoni）的《仁慈》（La Carità），180 × 128cm，約作於1611年，來自法爾內塞家族的藏品
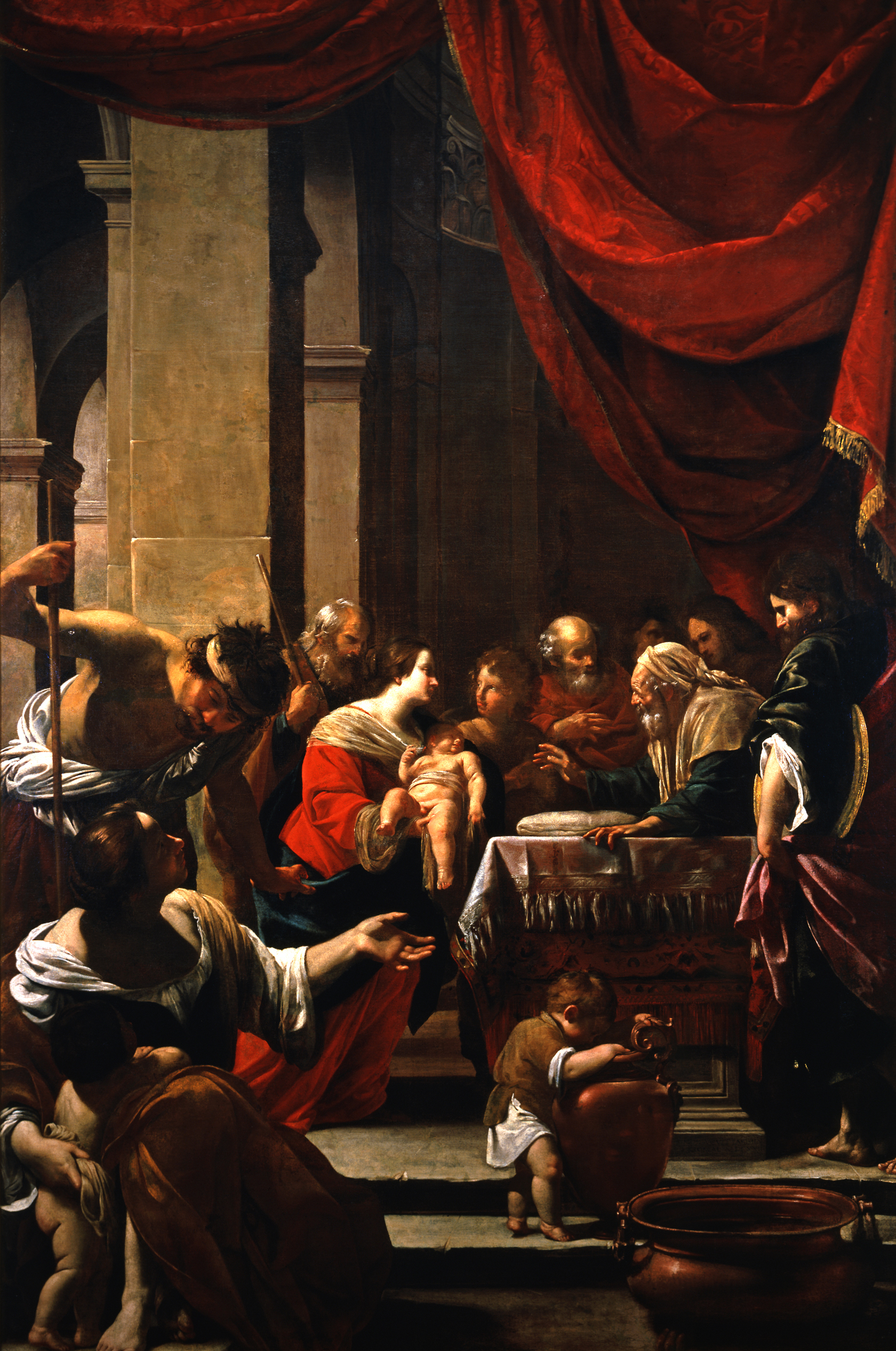
西蒙·武埃的《耶穌割禮（義大利語：Circoncisione (Vouet)）》，290 × 193cm，約作於1622年
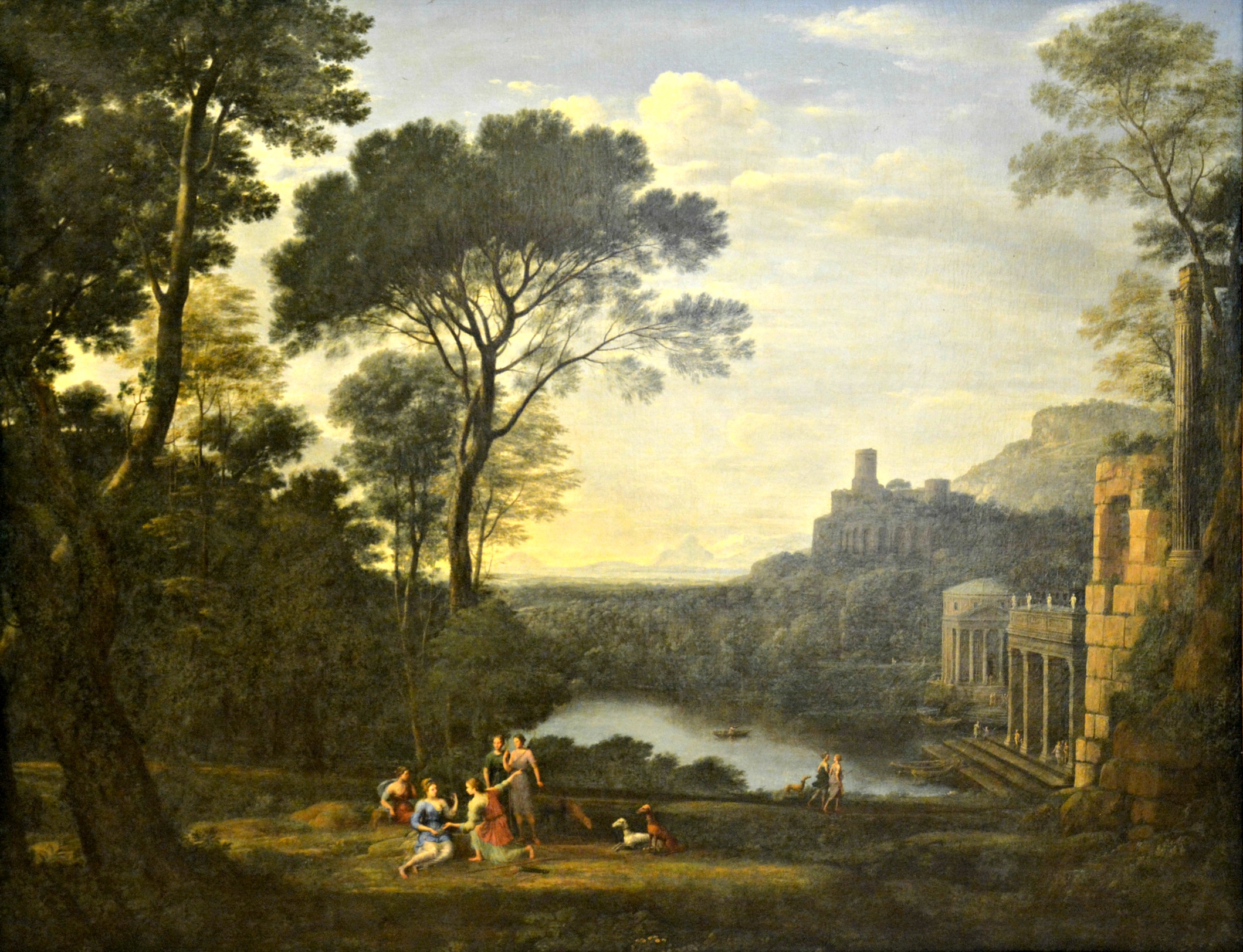
克勞德·洛蘭的《艾傑利亞仙女風景畫》（Paesaggio con la ninfa Egeria），155 × 199cm，約作於1669年，1800年購入
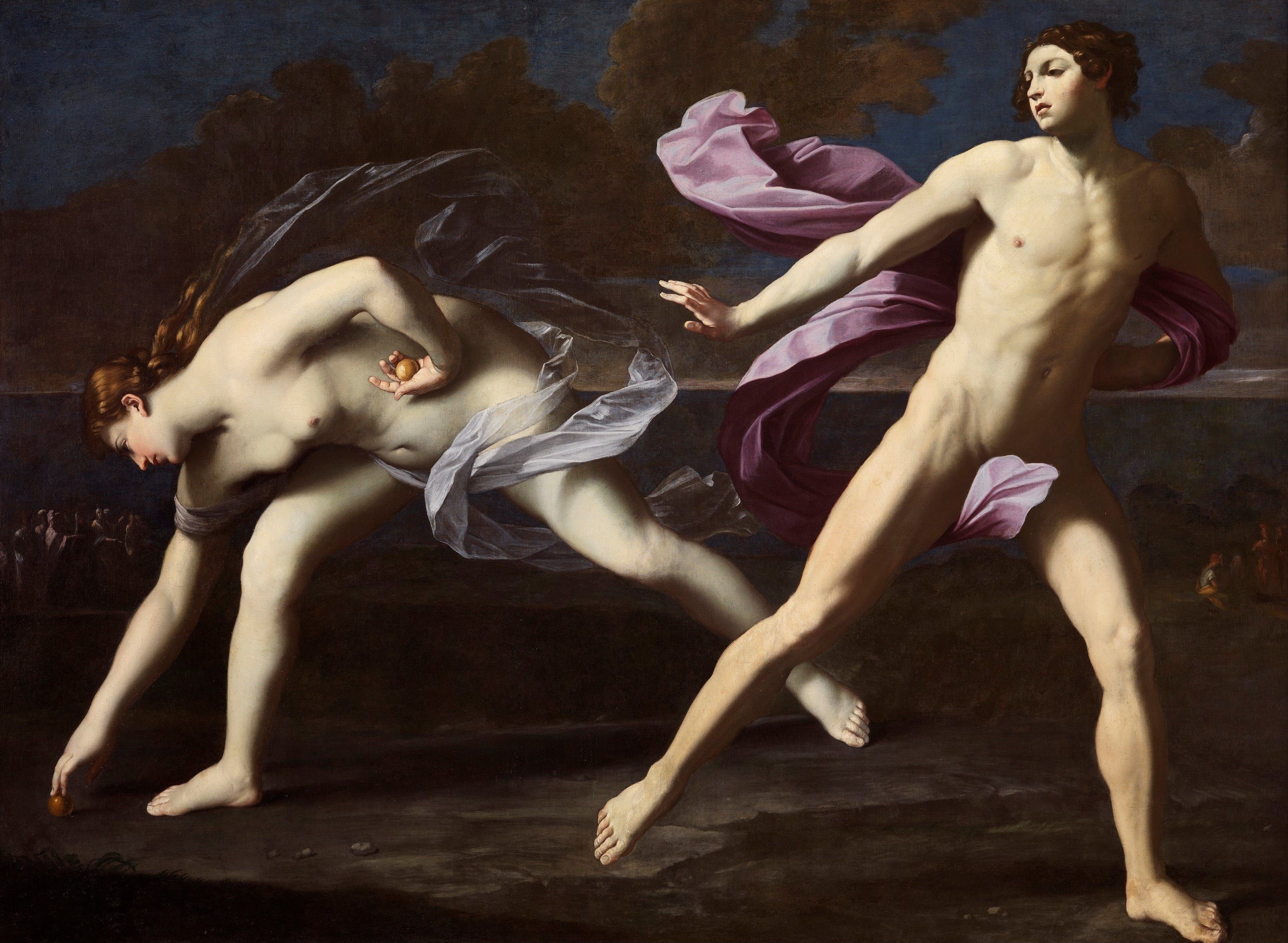
圭多·雷尼的《阿塔蘭忒和希波墨涅斯》，192 × 264cm，約作於1620－1625年，1802年購入
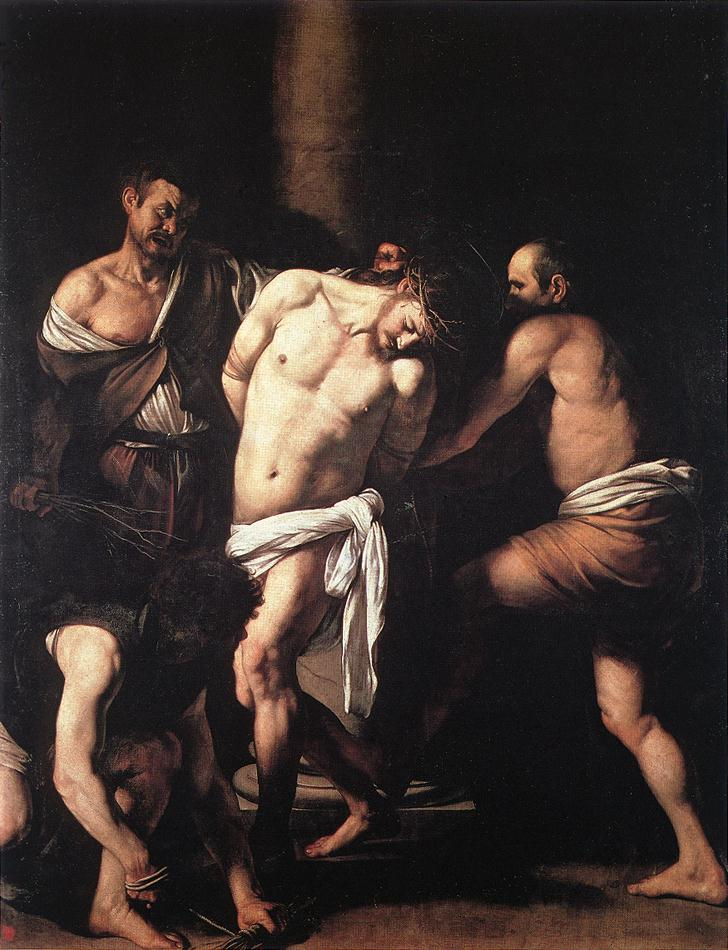
卡拉瓦喬的《基督的鞭刑》，266 × 213cm，約作於1607和1609年，來自大聖多明我堂
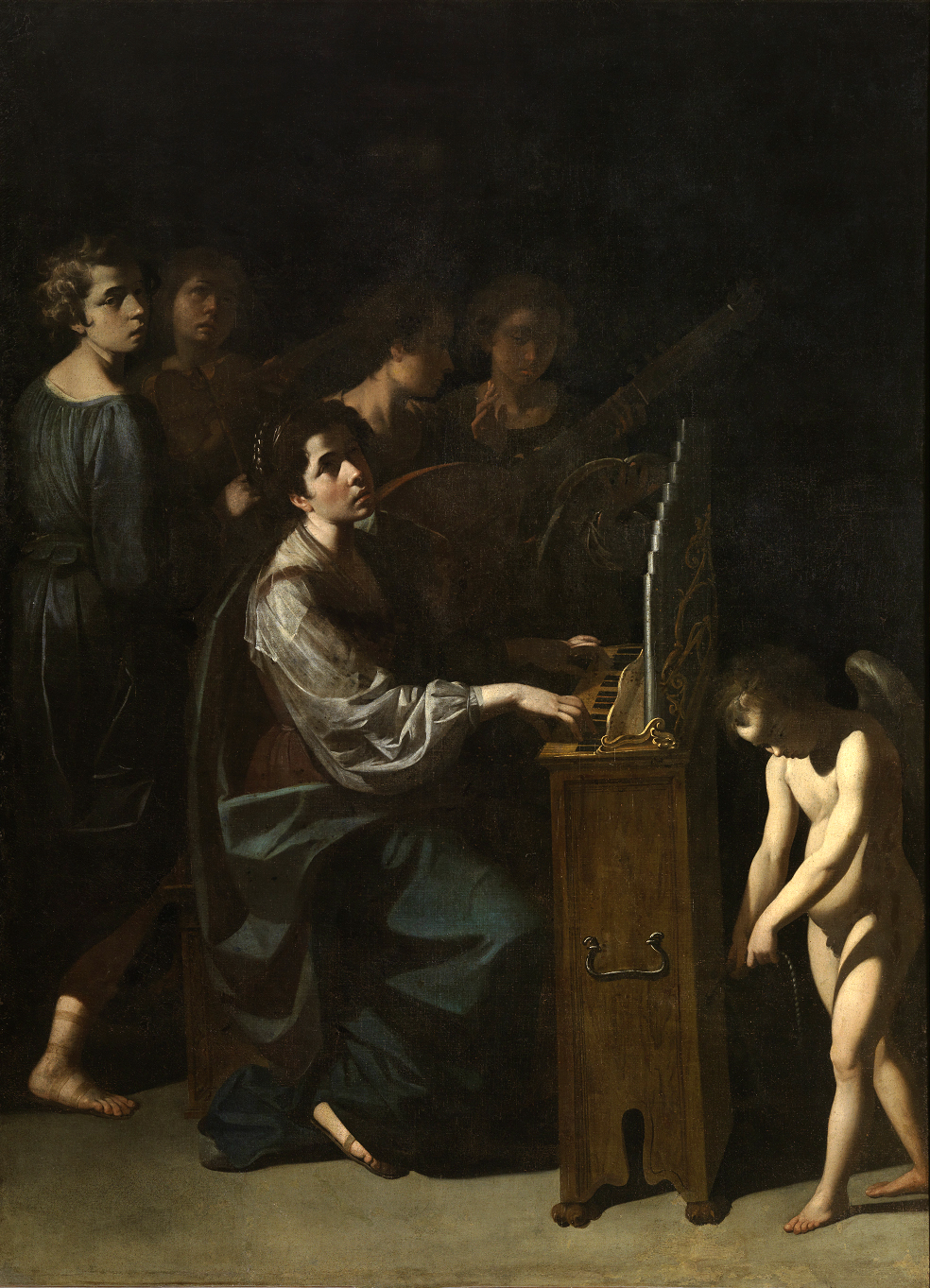
卡洛·塞利托（英语：Carlo Sellitto）的《聖切奇莉亞》（Santa Cecilia），260 × 185cm，約作於1613年，來自拿坡里索里塔利亞聖母教堂（義大利語：Chiesa di Santa Maria della Solitaria）
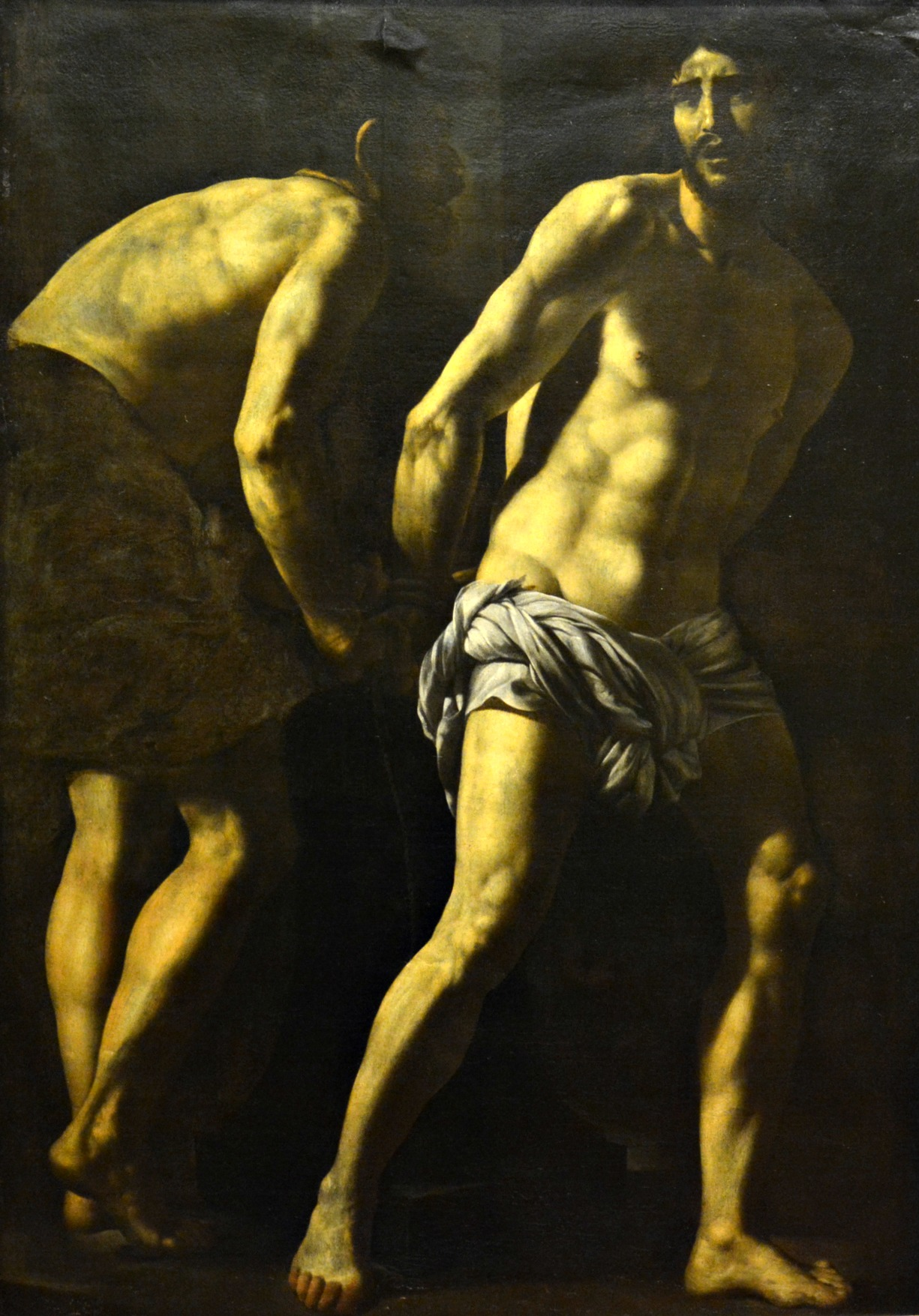
巴提斯特羅·卡拉喬洛（英语：Battistello Caracciolo）的《被綁在柱子上的耶穌（義大利語：Cristo alla colonna (Battistello Caracciolo)）》，183 × 129cm，約作於1625年，來自拿坡里索里塔利亞聖母教堂
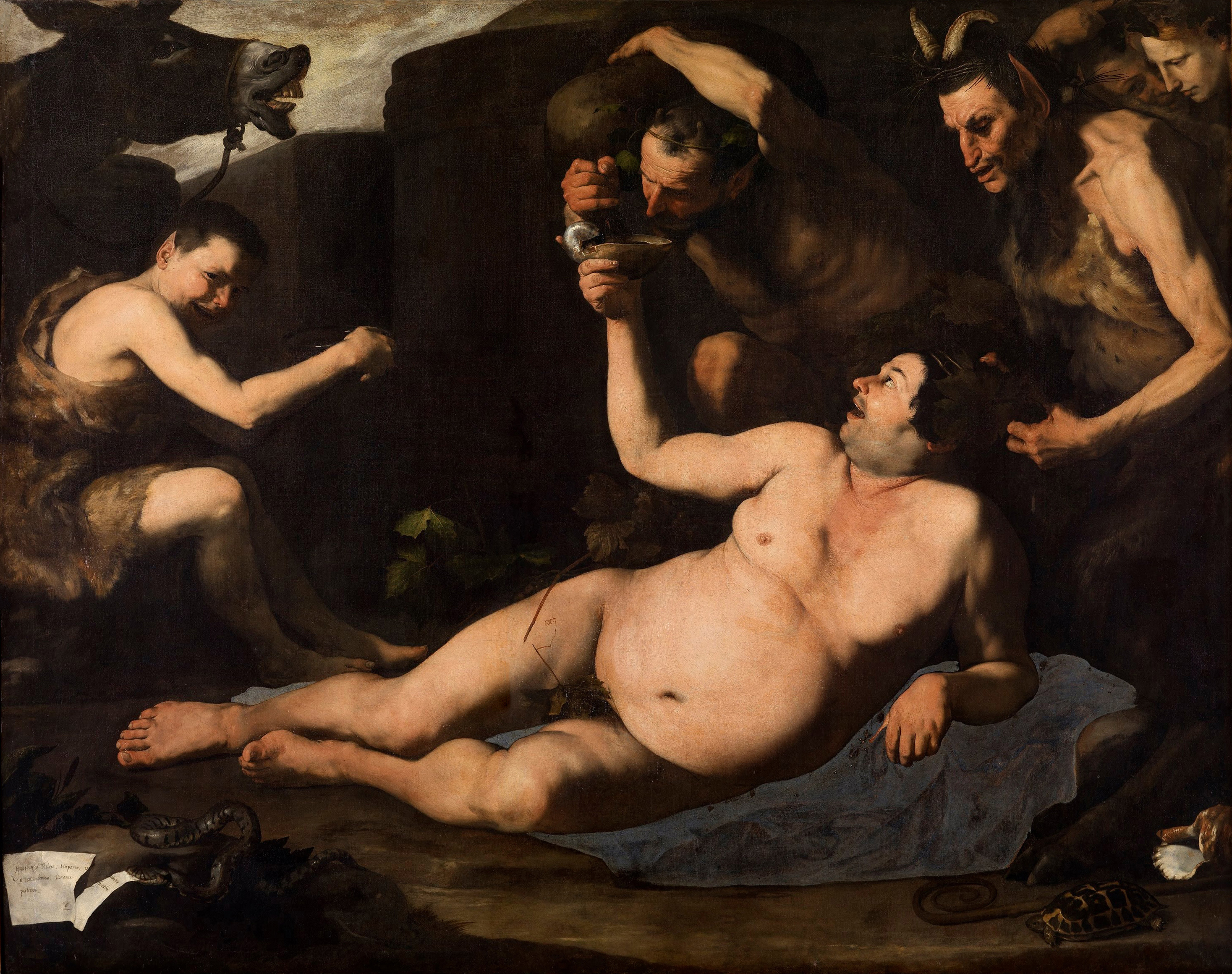
胡塞佩·德·里貝拉的《酒醉的西勒努斯（英语：Drunken Silenus (Ribera)）》，185 × 229cm，約作於1626年，自18世紀末成為博物館藏品
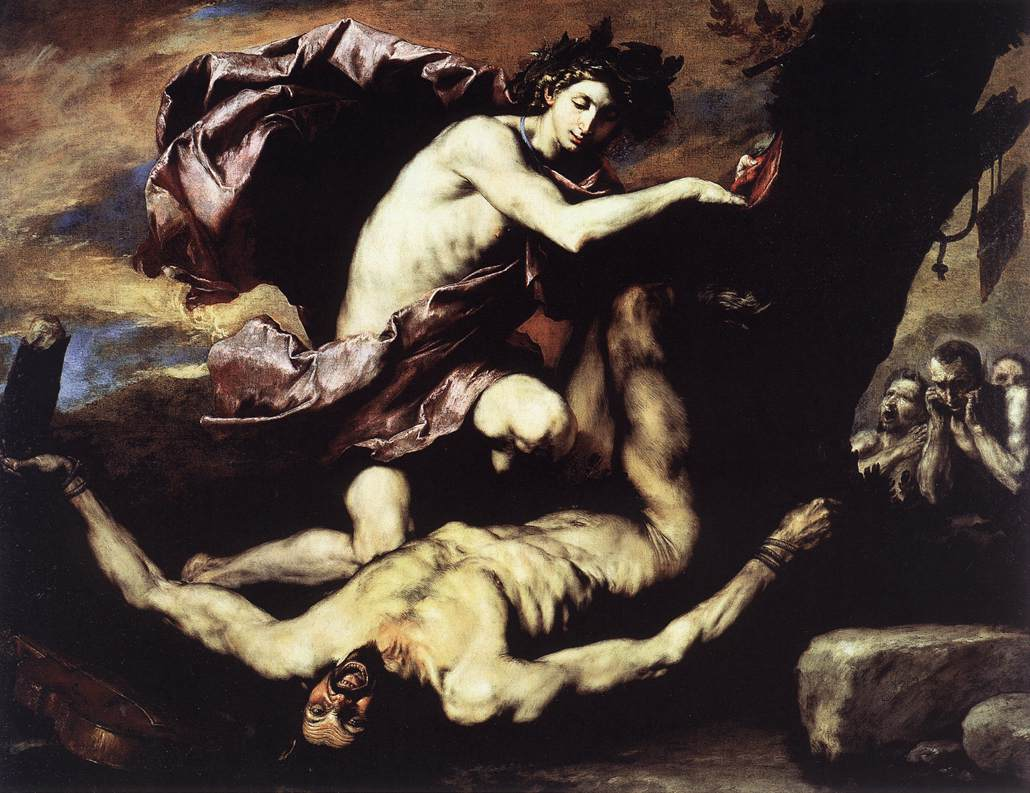
胡塞佩·德·里貝拉的《阿波羅和馬爾西亞（義大利語：Apollo e Marsia (Ribera Napoli)）》，182 × 232cm，約作於1637年，來自1862年阿瓦洛斯侯爵的遺贈
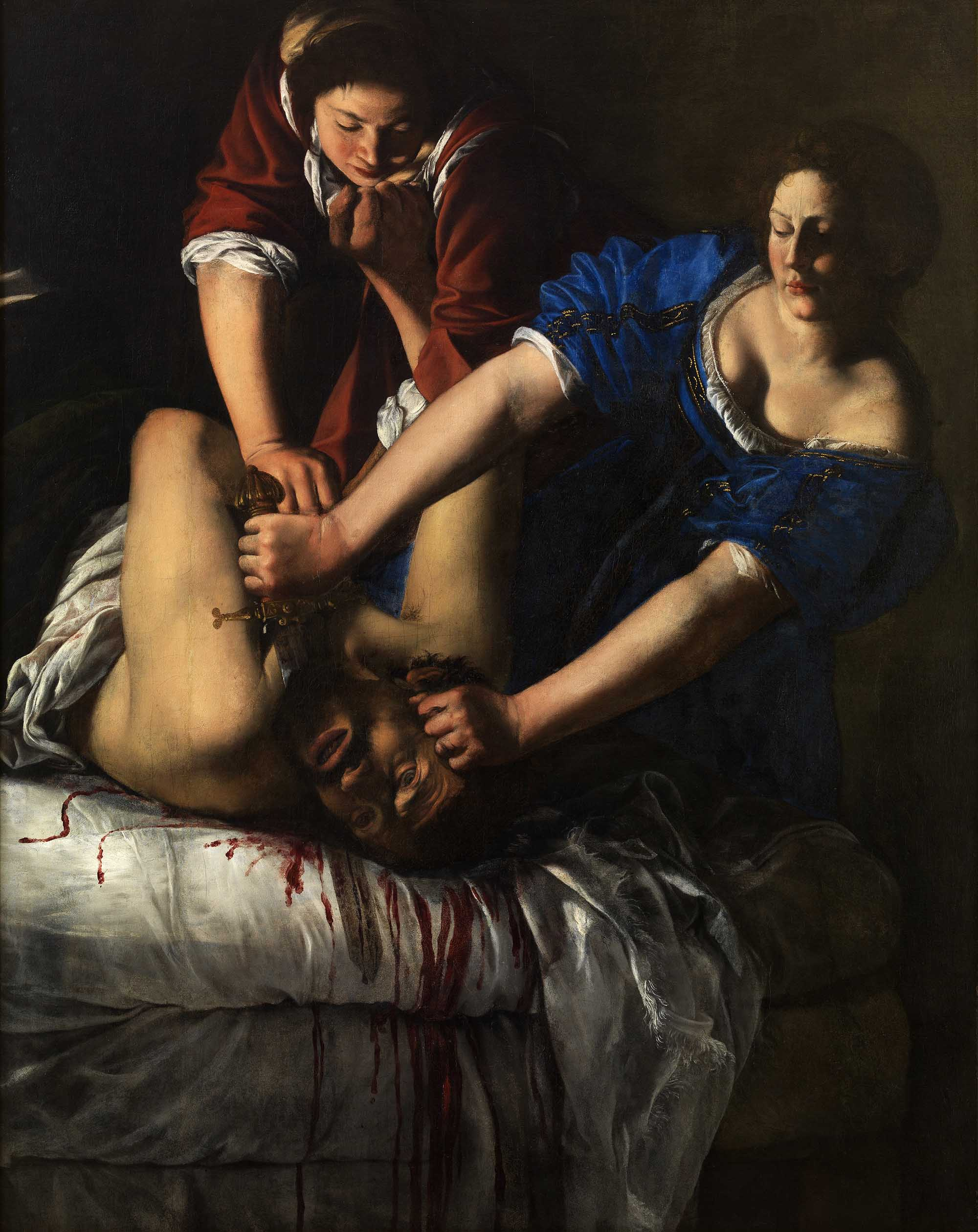
阿爾泰米西婭·真蒂萊斯基的《友第德割下何樂弗尼的頭顱》，162 × 126cm，約作於1625－1630年，1827年購入
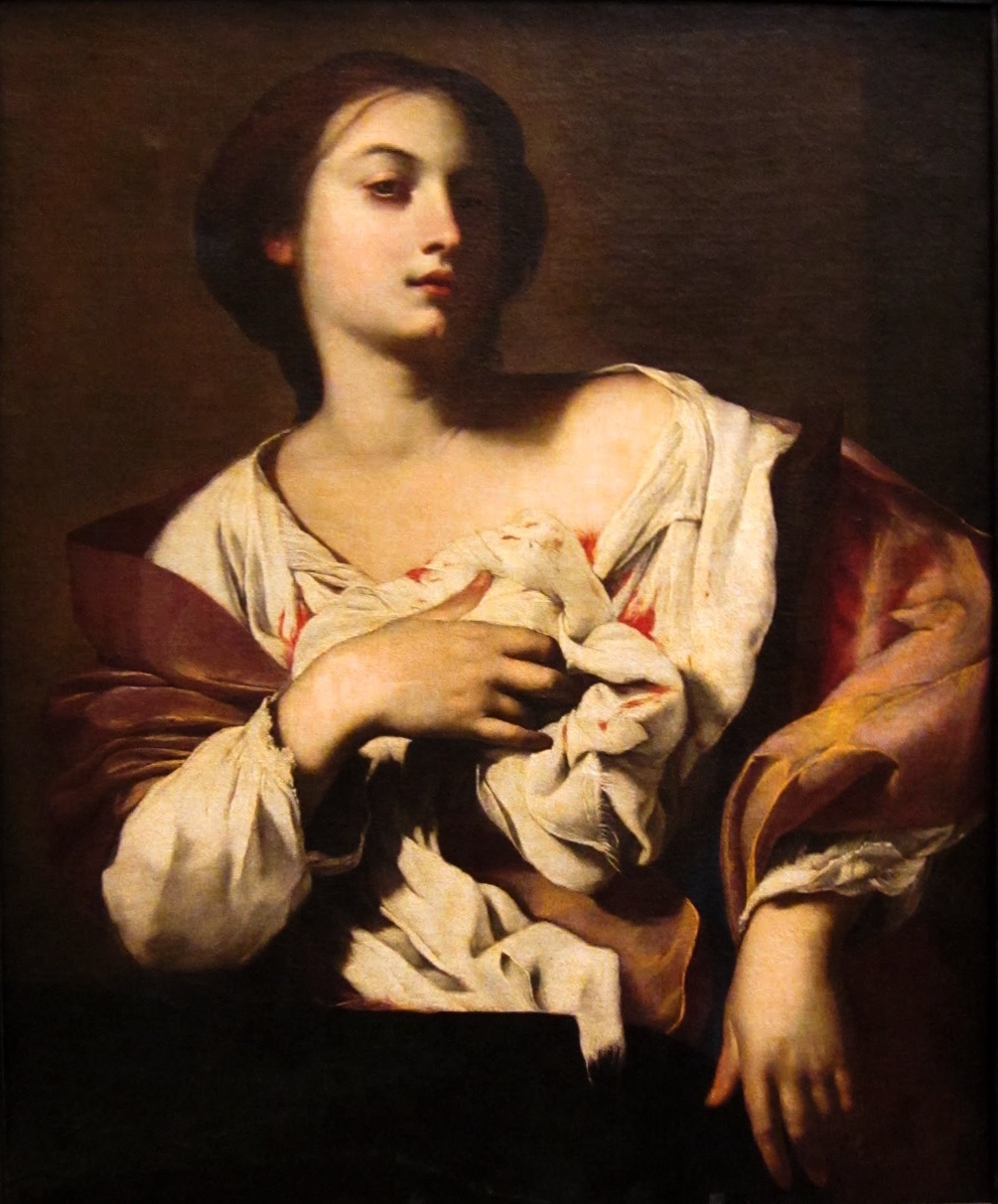
弗朗切斯科·瓜里尼（英语：Francesco Guarini）的《聖阿加達（法语：Sainte Agathe (Guarino)）》，87 × 72cm，約作於1640年，來自拿坡里聖瑪蒂諾修道院
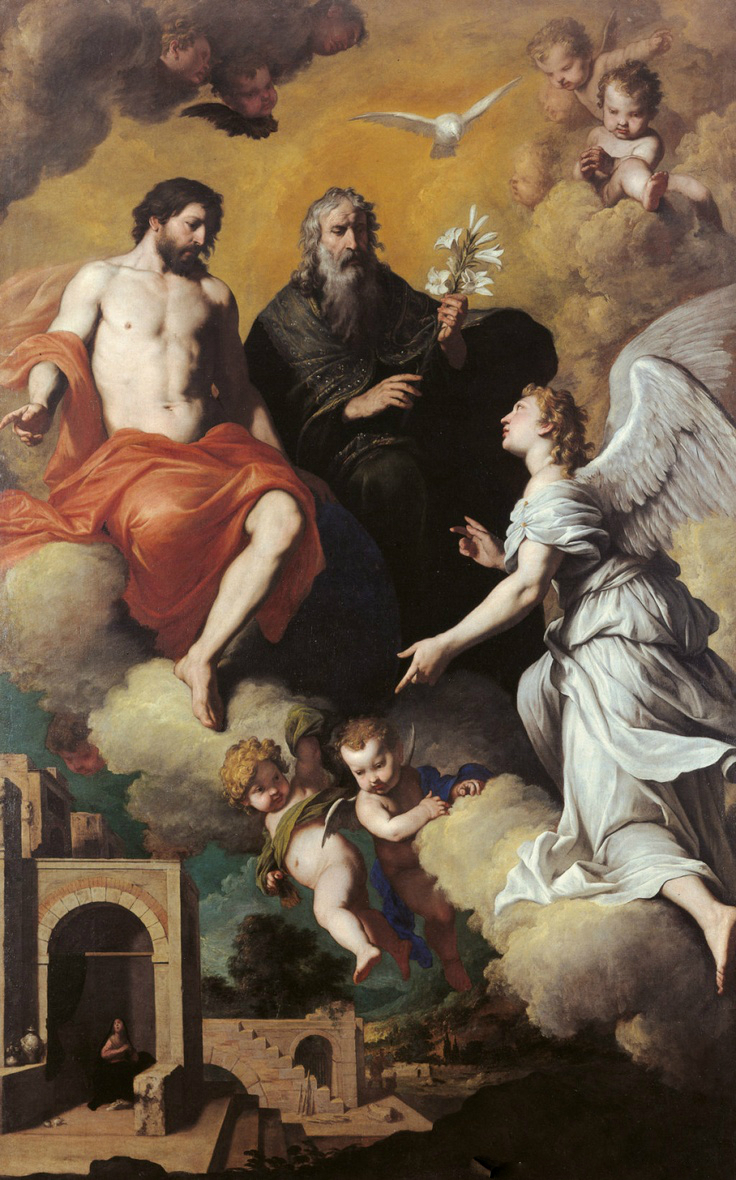
皮埃特羅·諾維利（英语：Pietro Novelli）的《聖三一遣大天使加百列面見聖母》（La Santissima Trinità invia l'arcangelo Gabriele alla Vergine），281 × 177cm，約作於1630－1633年，約1802年購入
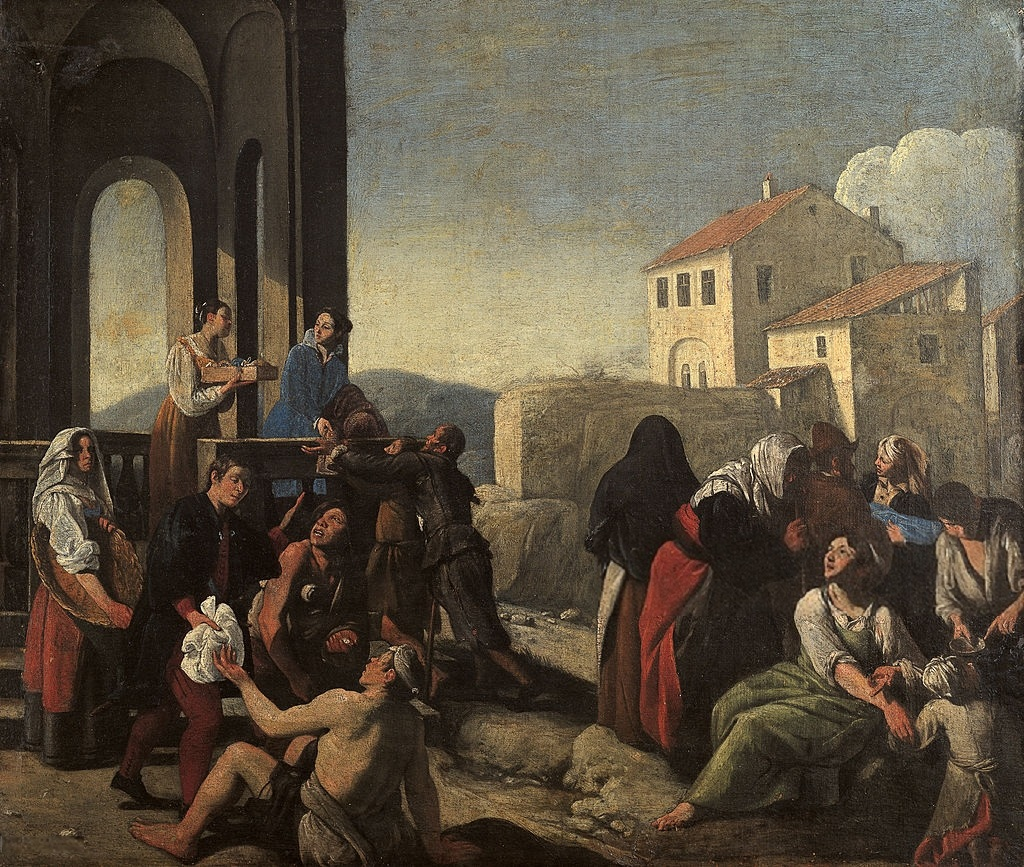
阿尼埃羅·法爾科內（英语：Aniello Falcone）的《聖露琪亞的布施》（Elemosina di santa Lucia），75 × 86cm，約作於1630年或1650年前後，1966年購入
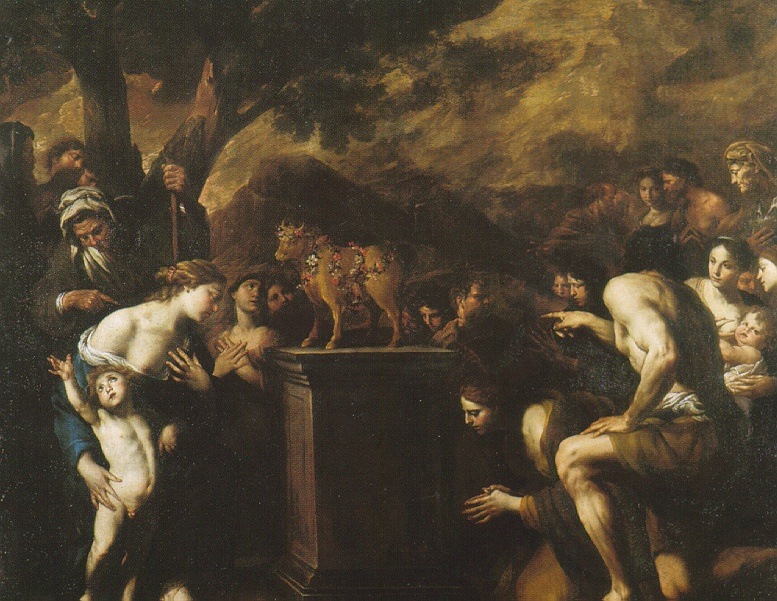
安德烈亞·瓦卡洛（英语：Andrea Vaccaro）的《金牛犢朝拜》（Adorazione del vitello d'oro），208 × 260cm，約作於1640－1642年
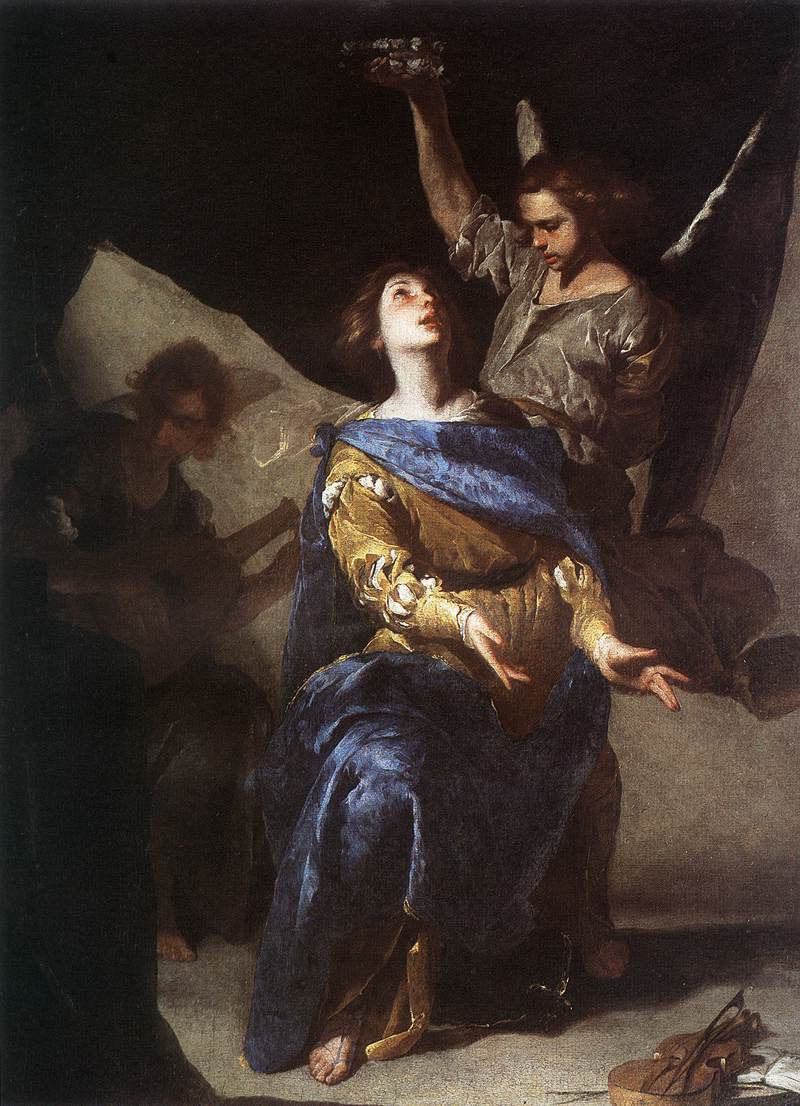
貝爾納多·卡瓦利諾（英语：Bernardo Cavallino）的《聖切奇莉亞的狂喜》（Santa Cecilia in estasi (bozzetto)），183 × 129cm，約作於1645年
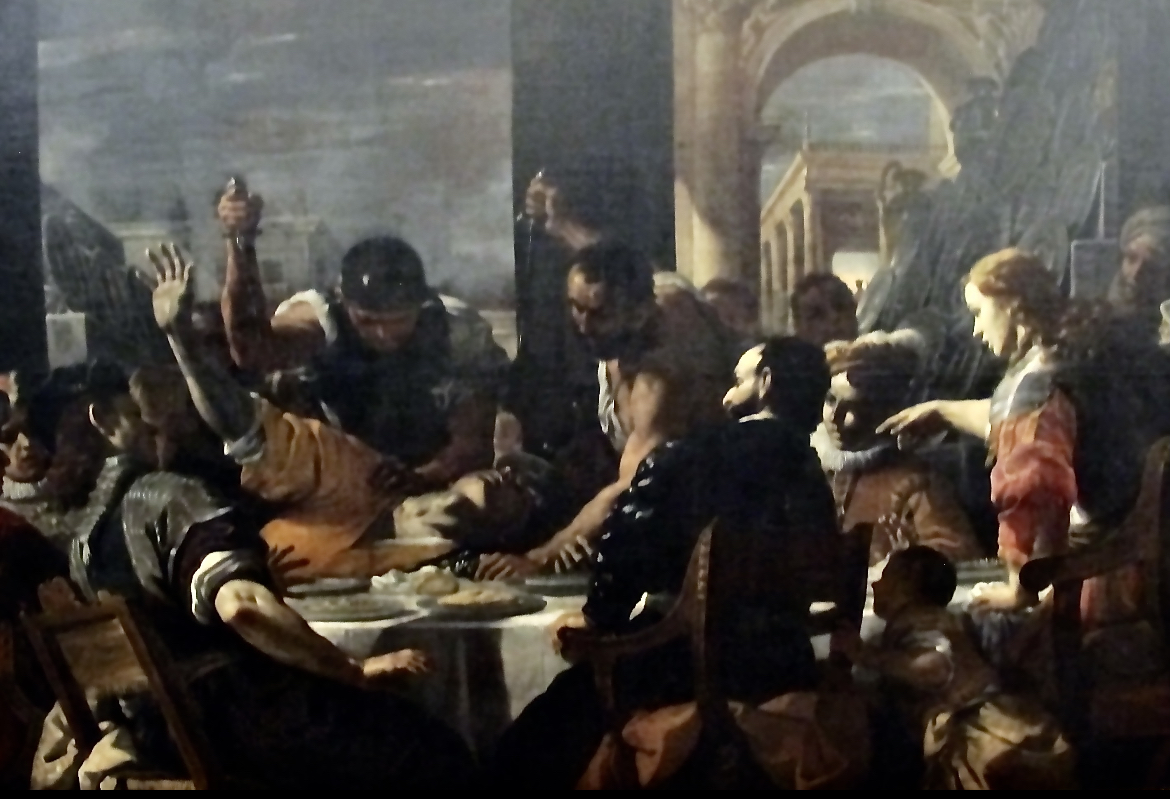
馬蒂亞·普雷提（英语：Mattia Preti）的《押沙龍的盛宴（義大利語：Convito di Assalonne (Mattia Preti)）》（Convito di Assalonne），205 × 294cm，約作於1660年，1906年購入
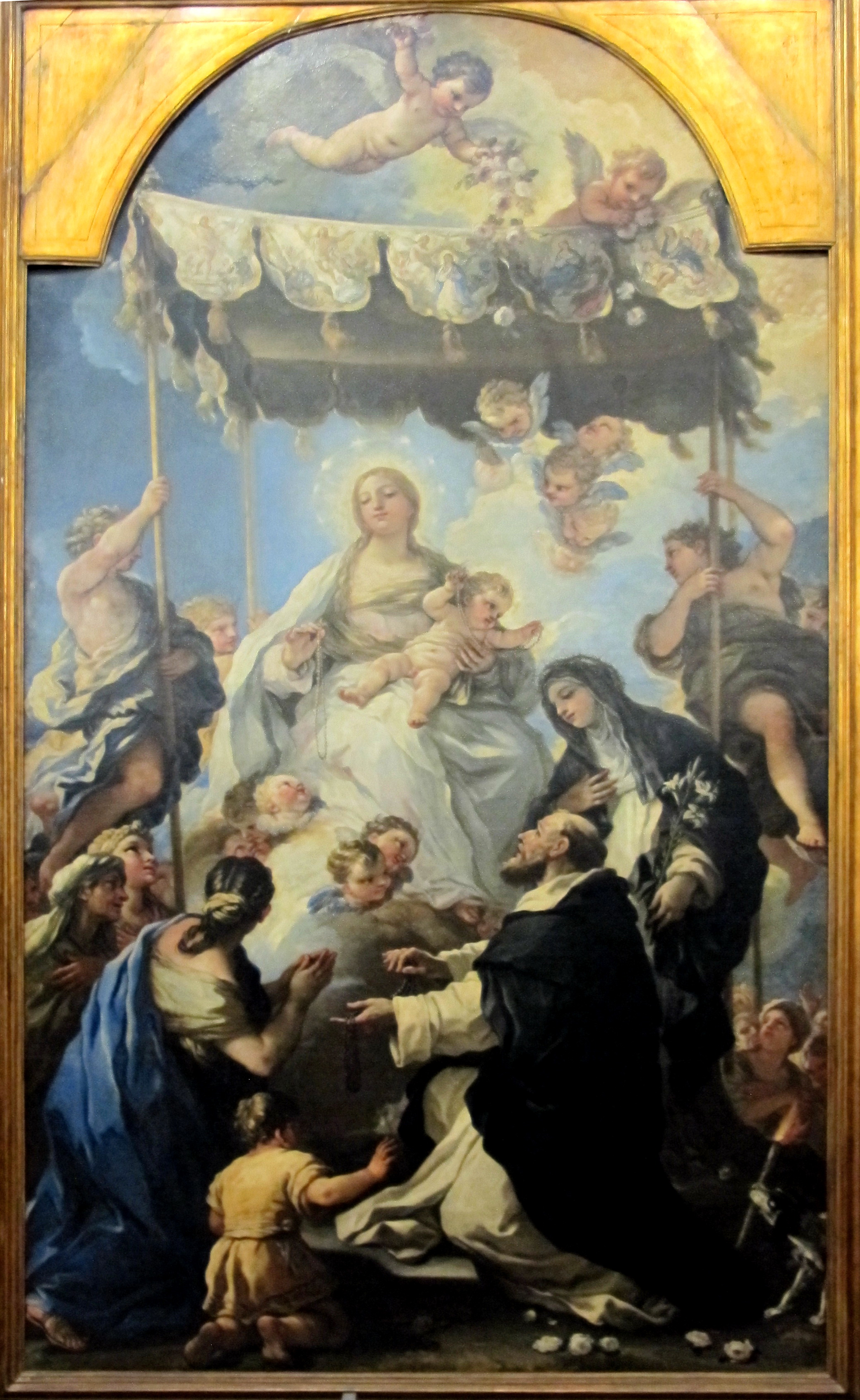
盧卡·焦爾達諾的《華蓋下的聖母（義大利語：Madonna del Baldacchino (Luca Giordano)）》，430 × 240cm，約作於1685年
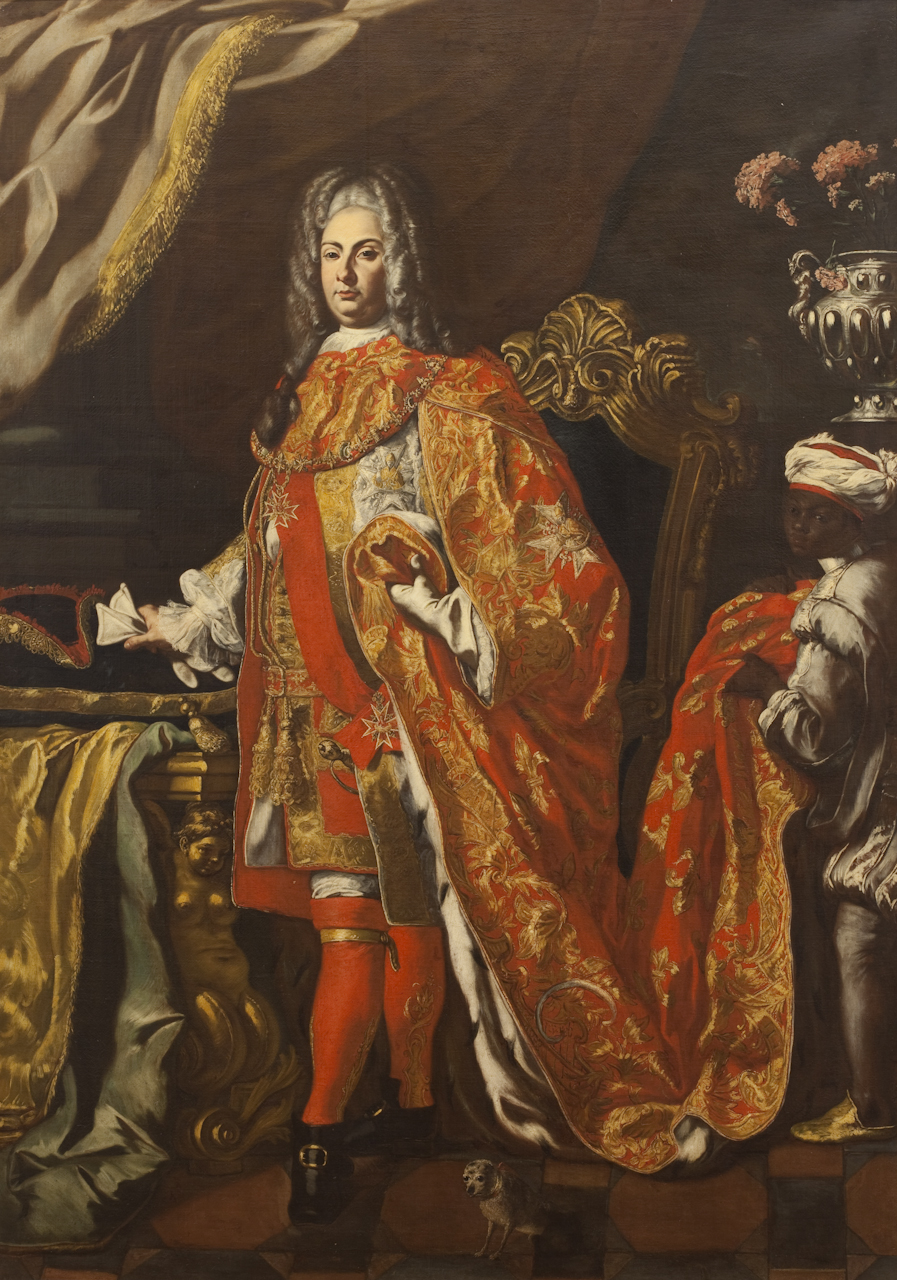
弗朗切斯科·索里梅納（英语：Francesco Solimena）的《塔爾西亞親王肖像》（Ritratto del principe di Tarsia），250 × 168cm，約作於1741年，1981年購入
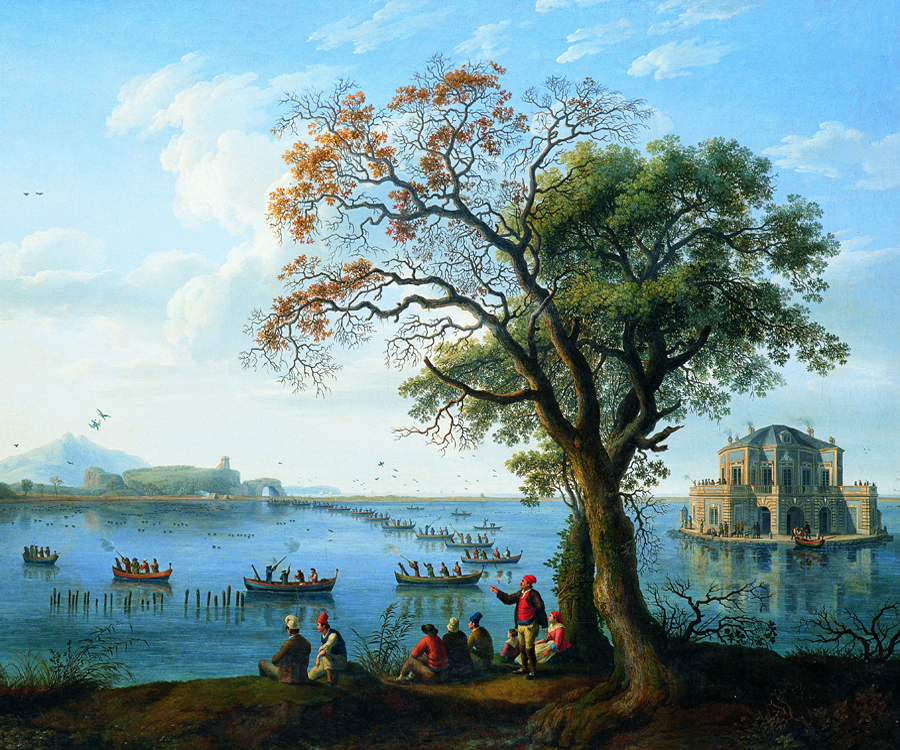
雅各布·菲利普·海克特（英语：Jacob Philipp Hackert）的《在富薩羅湖獵鴨的斐迪南多四世（義大利語：Ferdinando IV a caccia di folaghe sul lago di Fusaro）》，141 × 219cm，約作於1785年，來自波旁家族的藏品
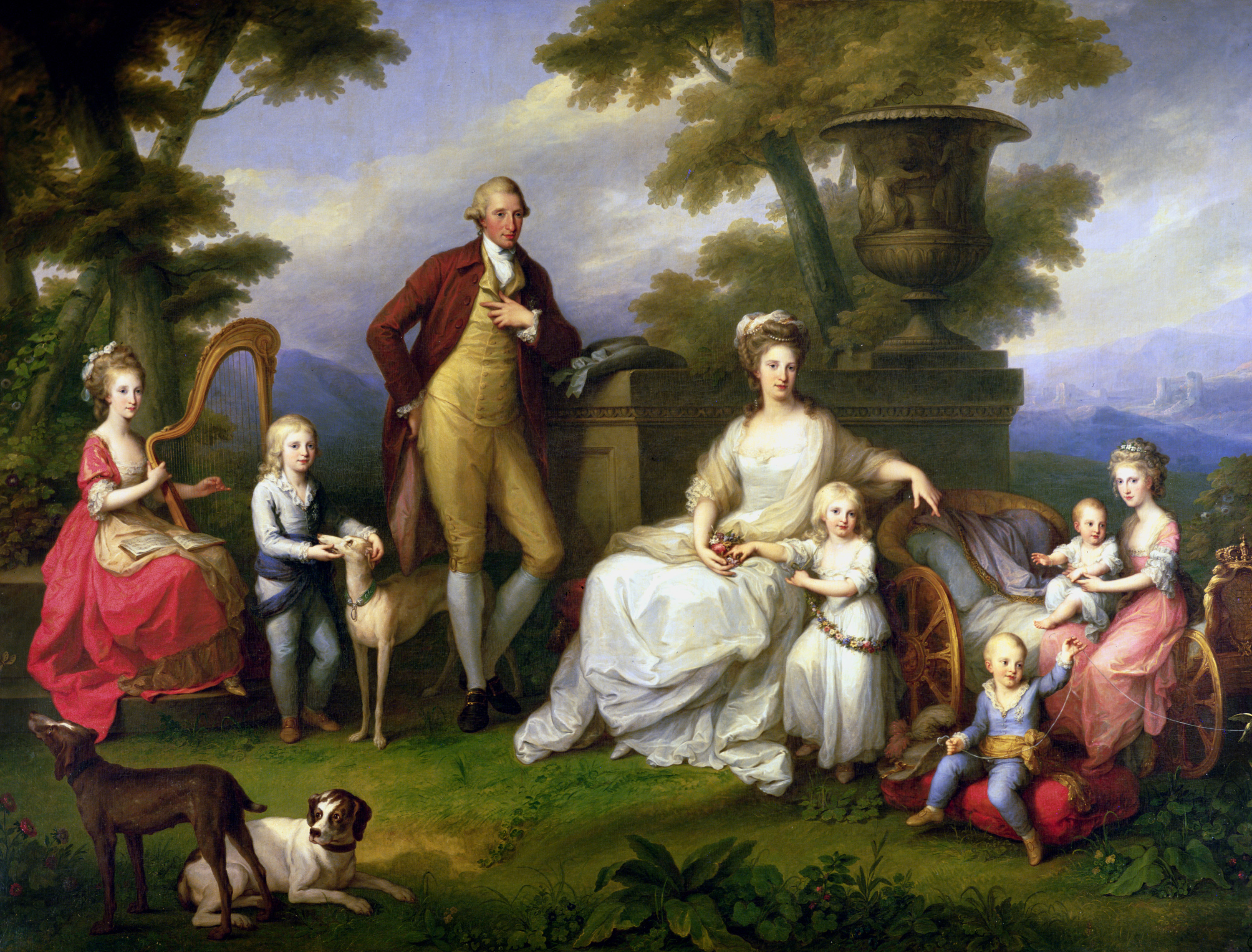
安吉莉卡·考夫曼的《斐迪南多四世一家肖像畫（義大利語：Ritratto della famiglia di Ferdinando IV）》，310 × 426cm，約作於1782－1783年，來自波旁家族的藏品
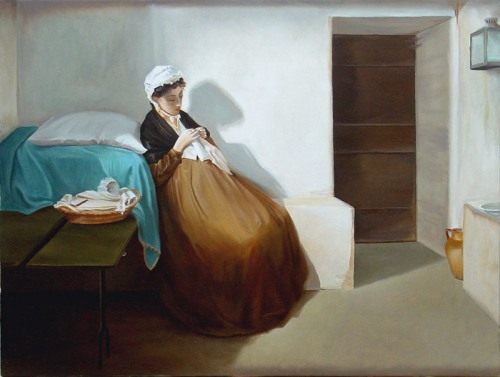
焦亞基諾·托馬（英语：Gioacchino Toma）的《露易莎·聖費麗切（英语：Luisa Sanfelice）》，63 × 79cm，約作於1874年，1970年購入

### 引用
1. ↑   (PDF).   [2019-05-16]. （原始内容存档 (PDF)于2019-06-09）.
2. 1 2   Gaeta, p.8.
3. ↑   Gaeta, p.13.
4. ↑   Gaeta, p.11-12.
5. ↑   Gaeta, p.13-14.
6. ↑   Gaeta, p.15-16.
7. ↑   Gaeta, p.22.
8. ↑   Gaeta, p.27.
9. ↑   Gaeta, p.30.
10. ↑   Gaeta, p.32.
11. ↑   Gaeta, p.34.
12. ↑   Gaeta, p.36.
13. ↑   Gaeta, p.37.
14. ↑   Gaeta, p.38.
15. ↑   Gaeta, p.42.
16. ↑   Gaeta, p.44.
17. ↑   Gaeta, p.46.
18. ↑   Gaeta, p.48.
19. ↑   Gaeta, p.50.
20. ↑   Gaeta, p.52.
21. ↑   Gaeta, p.53.
22. ↑   Gaeta, p.54.
23. ↑   Gaeta, p.55.
24. ↑   Gaeta, p.56.
25. ↑   Gaeta, p.58.
26. ↑   Gaeta, p.60.
27. ↑   Gaeta, p.61.
28. ↑   Gaeta, p.62.
29. ↑   Gaeta, p.64.
30. ↑   Gaeta, p.65.
31. ↑   Gaeta, p.66.
32. ↑   Gaeta, p.68.
33. ↑   Gaeta, p.70.
34. ↑   Gaeta, p.72.
35. ↑   Gaeta, p.73.
36. ↑   Gaeta, p.76.
37. ↑   Gaeta, p.80.
38. ↑   Gaeta, p.82.
39. ↑   Gaeta, p.86.
40. ↑   Gaeta, p.87.
41. ↑   Gaeta, p.88.
42. ↑   Gaeta, p.90.
43. ↑   Gaeta, p.91.
44. ↑   Gaeta, p.94.
45. ↑   Gaeta, p.96.
46. ↑   Gaeta, p.98.
47. ↑   Gaeta, p.100.
48. ↑   Gaeta, p.102.
49. ↑   Gaeta, p.103.
50. ↑   Gaeta, p.104.
51. ↑   Gaeta, p.106.
52. ↑   Gaeta, p.107.
53. ↑   Gaeta, p.110.
54. ↑   Gaeta, p.112.
55. ↑   Gaeta, p.116.
56. ↑   Gaeta, p.118.
57. ↑   Gaeta, p.120.
58. ↑   Gaeta, p.121.
59. ↑   Gaeta, p.122.
60. ↑   Gaeta, p.124.
61. ↑   Gaeta, p.127.
62. ↑   Gaeta, p.128.
63. ↑   Gaeta, p.136.
64. ↑   Gaeta, p.144.
65. ↑   Gaeta, p.146.
66. ↑   Gaeta, p.150.